# عيد الميلاد
عيد الميلاد يُعتبر ثاني أهم الأعياد المسيحية على الإطلاق بعد عيد القيامة، ويُمثل تذكار ميلاد يسوع المسيح وذلك بدءًا من ليلة 24 ديسمبر ونهار 25 ديسمبر في التقويمين الغريغوري واليولياني غير أنه وبنتيجة اختلاف التقويمين ثلاثة عشر يومًا يقع العيد لدى الكنائس التي تتبع التقويم اليولياني عشية 6 يناير ونهار 7 يناير. ورغم أن الكتاب المقدس لا يذكر تاريخ أو موعد ميلاد يسوع فإن آباء الكنيسة قد حددوا ومنذ مجمع نيقية عام 325 الموعد بهذا التاريخ، كذلك فقد درج التقليد الكنسي على اعتباره في منتصف الليل، وقد ذكر إنجيل الطفولة ليعقوب المنحول في القرن الثالث الحدث على أنه قد تم في منتصف الليل، على أن البابا بيوس الحادي عشر في الكنيسة الكاثوليكية قد ثبّت عام 1921 الحدث على أنه في منتصف الليل رسميًا؛ يذكر أيضًا، أنه قبل المسيحية كان يوم 25 ديسمبر عيدًا وثنيًا لتكريم الإله الروماني سول إنفكتوس الذي يرمز للشمس، ومع عدم التمكن من تحديد موعد دقيق لمولد يسوع حدد آباء الكنيسة عيد سول إنفكتوس كموعد الذكرى، رمزًا لكون المسيح «شمس العهد الجديد» و«نور العالم». ويعد عيد الميلاد جزءًا وذروة «زمن الميلاد» الذي تستذكر فيه الكنائس المسيحية الأحداث اللاحقة والسابقة لعيد الميلاد كبشارة مريم وميلاد يوحنا المعمدان وختان يسوع، ويتنوّع تاريخ حلول الزمن المذكور بتنوع الثقافات المسيحية غير أنه ينتهي عادة في 6 يناير بعيد الغطاس، وهو تذكار معمودية يسوع.
كاحتفال ديني وثقافي بين مليارات البشر حول العالم، يترافق مع عيد الميلاد احتفالات دينية وصلوات خاصة للمناسبة عند أغلبية المسيحيين، واجتماعات عائلية واحتفالات اجتماعية أبرزها وضع شجرة عيد الميلاد وتبادل الهدايا واستقبال بابا نويل وإنشاد الترانيم الميلاديَّة وتناول عشاء الميلاد، ولدى هذه العادات الاحتفالية المرتبطة بعيد الميلاد في العديد من البلدان أصول من العصور ما قبل المسيحية وأصول علمانية بالإضافة للأصول المرتبطة بالمسيحية. وتحتفل أعداد كبيرة من غير المسيحيين ثقافيًا بالعيد أيضًا، وهو عطلة رسمية في أغلب دول العالم، وفي الوطن العربي يعد عطلة في سوريا ولبنان ومصر والأردن وفلسطين والعراق. كذلك، يعد عيد الميلاد من أكثر المناسبات التي ينفق الناس عليها مالاً، كما يوجد لهذه المناسبة أغاني وموسيقى وأفلام ومسرحيات ومسلسلات تلفازية عديدة تتناولها، بأبعادها المختلفة.

## أصل العيد

### في الكتاب المقدس
| عيد الميلاد            | إني أُبَشِّرُكُمْ بِفَرَحٍ عَظِيمٍ يَعُمُّ الشَّعْبَ كُلَّهُ: فَقَدْ وُلِدَ لَكُمُ الْيَوْمَ فِي مَدِينَةِ دَاوُدَ مُخَلِّصٌ هُوَ الْمَسِيحُ الرَّبُّ. | عيد الميلاد |
| — إنجيل لوقا، 2/ 10-11 |                                                                                          |             |

تُذكر رواية الميلاد في إنجيلي متى ولوقا، وتغدوا الرواية في إنجيل لوقا أكثر تفصيلاً؛ عناصر الرواية الإنجيلية للميلاد مفادها أن مريم قد ظهر لها جبرائيل مرسلاً من قبل الله وأخبرها أنها ستحمِل بقوّة الروح القدس بطفل «يكون عظيمًا وابن العلي يدعى، ولن يكون لملكه نهاية»،لوقا 1/32] وعندما اضطرب يوسف النجار خطيب مريم من روايتها ظهر له الملاك أيضًا في الحلم تصديقًا لرواية مريم وتشجيعًا له، ويتفق متى ولوقا أن الميلاد قد تمّ في بيت لحم مدينة النبي داود لا في مدينة الناصرة حيث كانا يعيشان وحيث تمت البشارة، يعود ذلك تتميمًا للنبوءات السابقة حول مكان الميلاد سيّما نبوءة النبي ميخا، أما السبب المباشر فهو طلب أغسطس قيصر إحصاء سكان الإمبراطورية الرومانية تمهيدًا لدفع الضرائب، ولذلك سافر يوسف مع مريم وكان حينها قد ضمها إلى بيته كزوجته دون أن تنشأ بينهما علاقة زوجية، وعند وصولهما إلى بيت لحم لم يجدا مكانًا للإقامة في فندق أو نزل وحان وقت وضع مريم، فبحسب إنجيل لوقا وضعت طفلها في مذود ولفته بقماط.لوقا 2/7] وإن ذكر المذود هو الدافع الأساسي للاعتقاد بوجود المغارة أو الحظيرة، لأن الحظائر عادة كانت عبارة عن كهوف أما المذود فهو مكان وضع علف الحيوانات، وكان أوريجانوس قد أثبت المغارة وقال أنه نقل القصة عن تقاليد أقدم، وتُجمع تفاسير آباء الكنيسة أن ميلاد يسوع بظروف «فقيرة حقيرة» لتعليم البشر التواضع وكمثال على الترفع عن الأمور الماديّة، كذلك فإن المناخ اليهودي حينها كان ينتظر قدوم «الماشيح» ملكًا ومحررًا من السلطة الرومانية، وبالتالي فإن مولد المسيح يجب أن يكون كقائد عسكري أو ملك في قصر لا مذود، وفي ذلك إشارة إلى كون ملك المسيح ملكًا روحيًا لا دنيويًا.

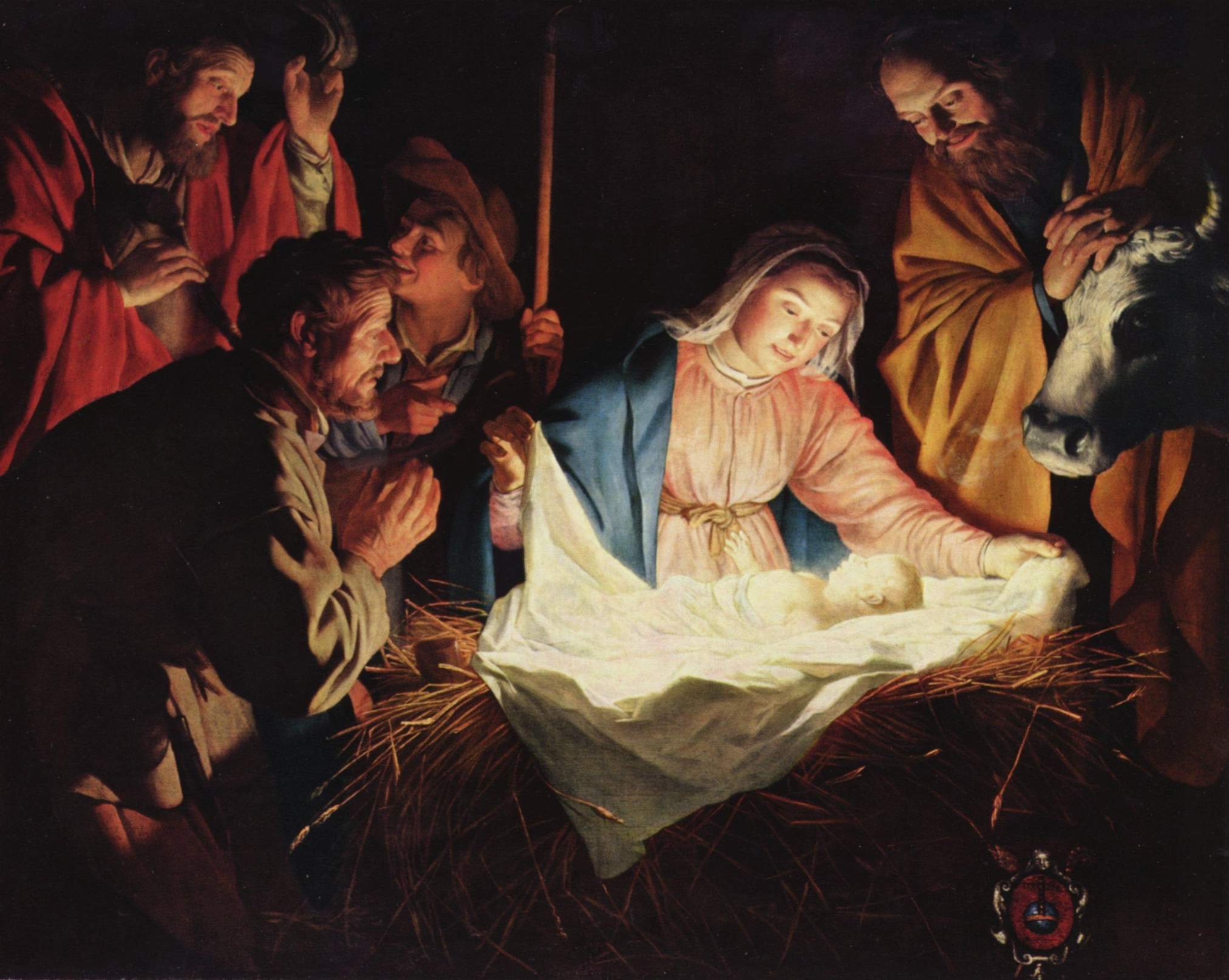
لوحة ميلاد يسوع، تظهر الطفل ومريم ويوسف والرعاة. بريشة هونثروست، 1622.

في غضون ذلك، كان ملاك من السماء قد ظهر لرعاة في المنطقة مبشرًا إياهم بميلاد المسيح، وظهر في إثره جندٌ من السماء حسب المصطلح الإنجيلي، مُسبحين وشاكرين، أما الرعاة فقد زاروا مكان مولده وشاهدوه مع أمه ويوسف وانطلقوا مخبرين بما قيل لهم من قبل الملاك، ولذلك هم أول من احتفل بعيد الميلاد وفق التقليد. ولعلّ زيارة المجوس الثلاثة هي من أشد الأحداث اللاحقة للميلاد ارتباطًا به، ولا يُعرف من رواية إنجيل متى عددهم غير أنه قد درج التقليد على اعتبارهم ثلاث للهدايا الثلاث التي قدموها وهي الذهب والبخور والمر،متى 2/11] بعد أن سجدوا له. كما أنّ أغلب الدراسات الحديثة تشير إلى أنهم جاؤوا من الأردن أو السعودية حاليًا، وأما التقاليد القديمة فتشير إلى أنهم جاؤوا من العراق أو إيران حاليًا. وقد قام نجم من السماء بهداية المجوس من بلادهم إلى موقع الميلاد، وكان النبي بلعام قد أشار إلى «نجم من يعقوب» سابقًا، وأشار الباحثون إلى أن النجم اللامع المذكور في إنجيل متى قد يكون اقتران كواكب المشتري وزحل والمريخ الذي تم بين عامي 6 و4 قبل الميلاد، وقدّم باحثون آخرون تفسيرات مختلفة. وبكل الأحوال فإن قدوم المجوس مع الرعاة يحوي إشارتين الأولى لاجتماع الأغنياء والفقراء حول يسوع والثانية اجتماع اليهود والوثنيين حوله أيضًا، بما يعني عمومية رسالة يسوع لجميع البشر. أما أبرز الأحداث اللاحقة للميلاد فهي ختان يسوع في القدس، وهرب العائلة إلى مصر خوفًا على حياته من هيرودوس الذي أراد قتله، ومن ثم عودة العائلة من مصر بعد وفاة الملك. ويذكر أيضًا، أن عيد الميلاد هو عيد ميلاد يسوع المسيح بالجسد أما من حيث الوجود، فهو منذ الأزل، وبالتالي وكما جاء في قانون الإيمان هو مولود غير مخلوق.

### تحديد تاريخ العيد

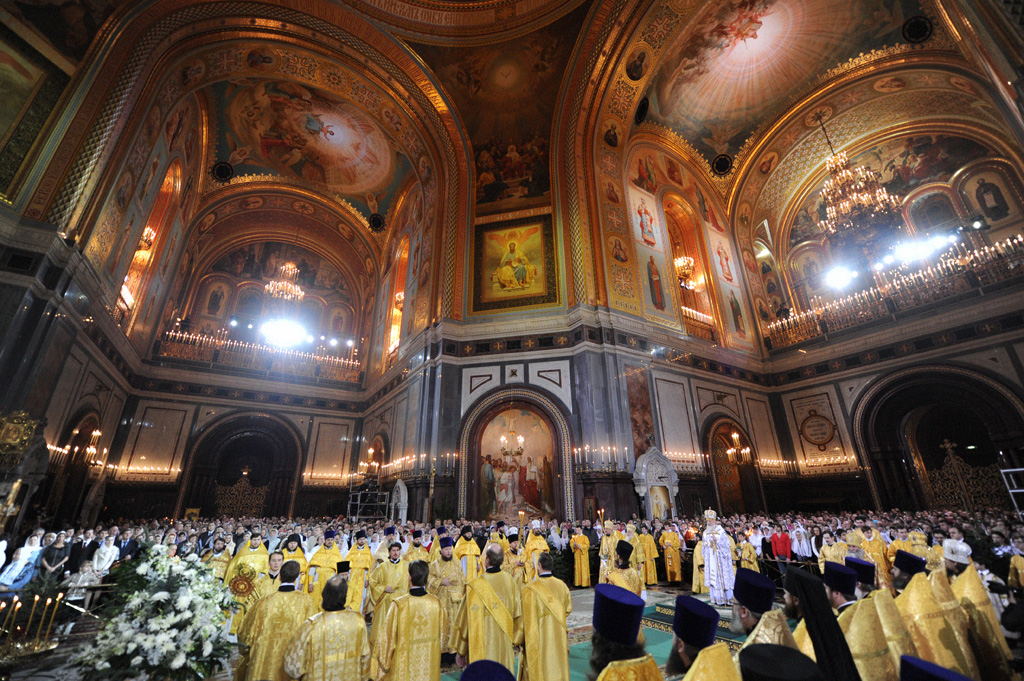
قداس عيد الميلاد بحسب الطقوس المسيحيّة الشرقيّة في موسكو في روسيا.

في المسيحية المبكرة لم يتم الاحتفال بعيد الميلاد، لاحقًا ومع بدء ترتيب السنة الطقسيّة اقترحت تواريخ متعددة للاحتفال بالعيد قبل أن يتم الركون إلى تاريخ 25 ديسمبر بعد نقاشات مستفيضة حول التاريخ الأنسب للاحتفال. غير أن بعض الكنائس كالكنيسة الأرمنيّة كانت ومن قبل التحديد في 25 ديسمبر قد جمعت الميلاد مع الغطاس في عيد واحد، ما دفع إلى إقامتها الميلاد مع الغطاس في 6 يناير. لاحقًا، ومع إصلاح التقويم اليولياني ونشوء التقويم الغريغوري المتبع في أغلب دول العالم اليوم، نشأ فرق في التوقيت بين 25 ديسمبر اليولياني الشرقي و25 ديسمبر الغريغوري الغربي، ولكون الفرق يتزايد بمرور القرون، فالفرق حاليًا ثلاثة عشر يومًا وغدت الكنائس التي تتبع التقويم اليولياني الشرقي تقيم العيد في 7 أو 8 يناير في حين تقيمه الكنائس التي جمعته مع عيد الغطاس على التقويم الشرقي في 19 يناير رغم قلّة عددها وأبرزها بطريركية الأرمن الأرثوذكس في القدس، في حين أن بطريركية كيلكيا اعتمدت التقويم الغربي وباتت تقيم عيد الميلاد مع عيد الغطاس في 6 يناير، المألوف. تقيم عدد من الكنائس الأرثوذكسية عيد الميلاد والغطاس بحسب التقويم الغريغوري منها بطريركية انطاكية، والقسطنطينية، والإسكندرية، واليونان، وقبرص، ورومانيا وبلغاريا أما كنائس روسيا، وأوكرانيا، والقدس، وصربيا، ومقدونيا، ومولدوفا وجورجيا وكازاخستان وروسيا البيضاء والجبل الأسود فضلًا عن الكنيسة القبطية الأرثوذكسية وكنيسة التوحيد الأرثوذكسية الإثيوبية وكنيسة التوحيد الأرثوذكسية الإريترية فتعتمد التقويم اليولياني في تحديد هذه الأعياد. بكل الأحوال لا تعتبر الطوائف المسيحية الاحتفال تاريخًا واقعيًا لذكرى ميلاد المسيح، بل باستذكار قدومه إلى العالم وما حمل ذلك من معانٍ روحية.

## مظاهر الاحتفال

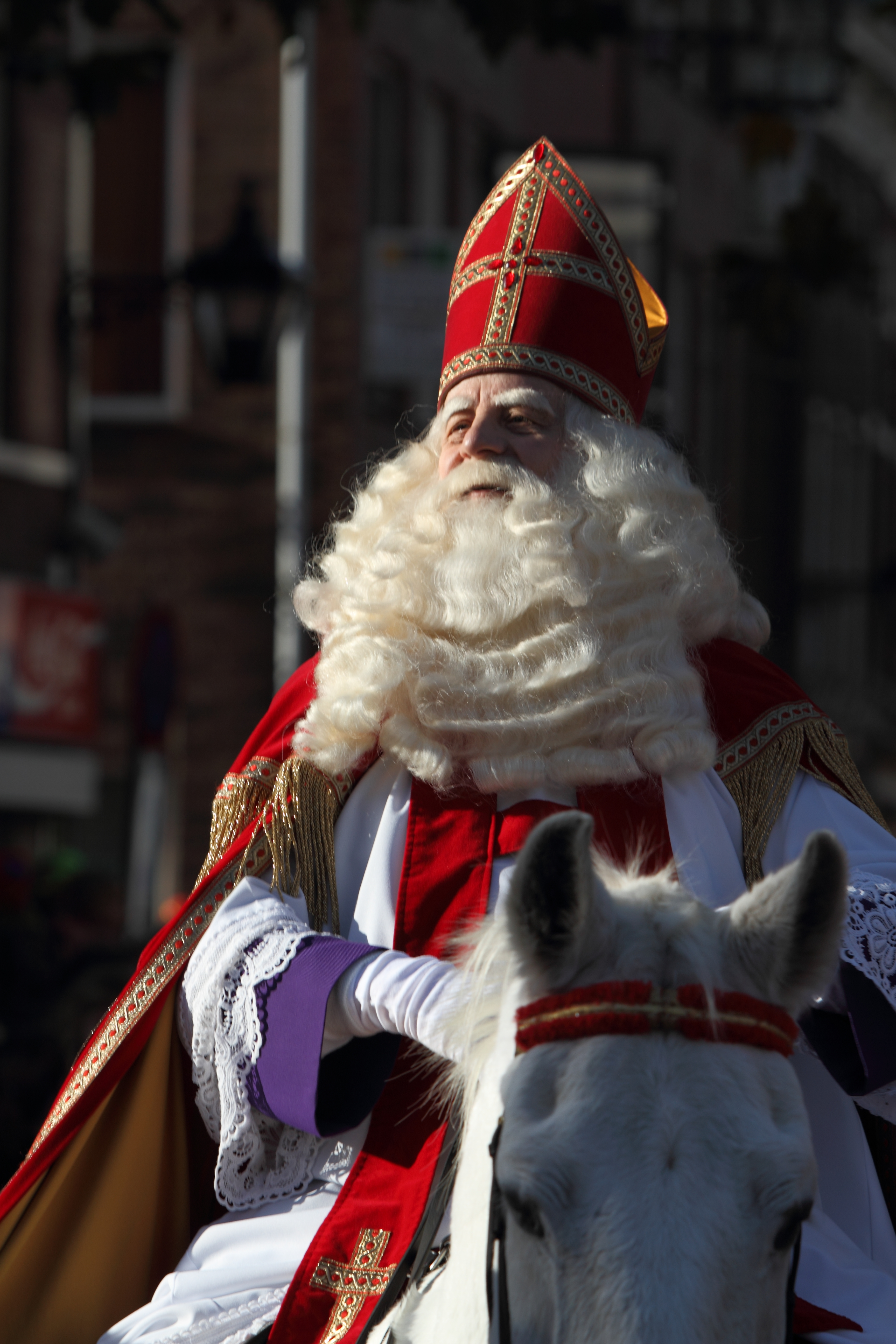
سنتر كلاس في هولندا، من الأيقونات الثقافيَّة المسيحيَّة.
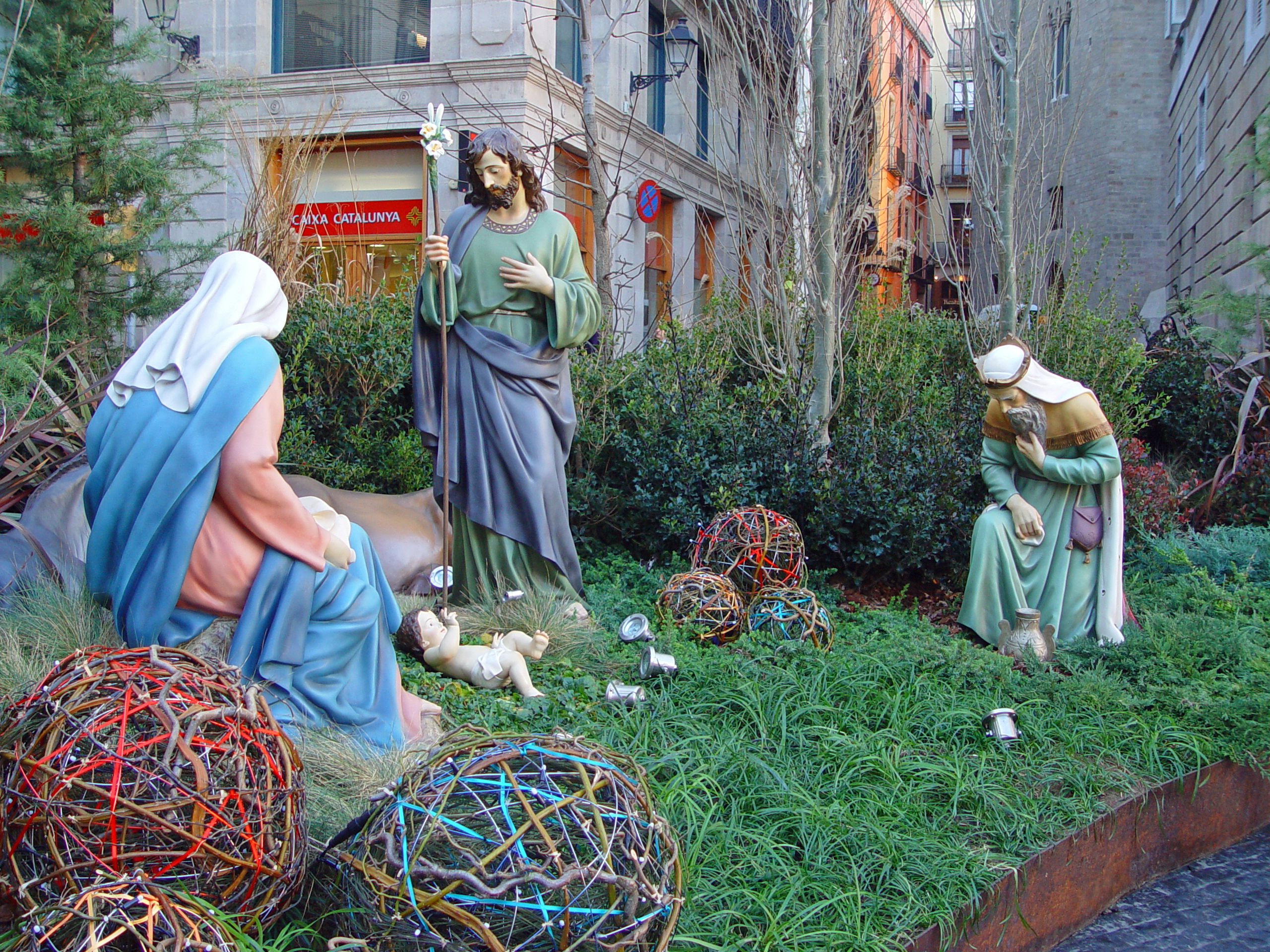
مغارة الميلاد في الهواء الطلق في برشلونة، إسبانيا.
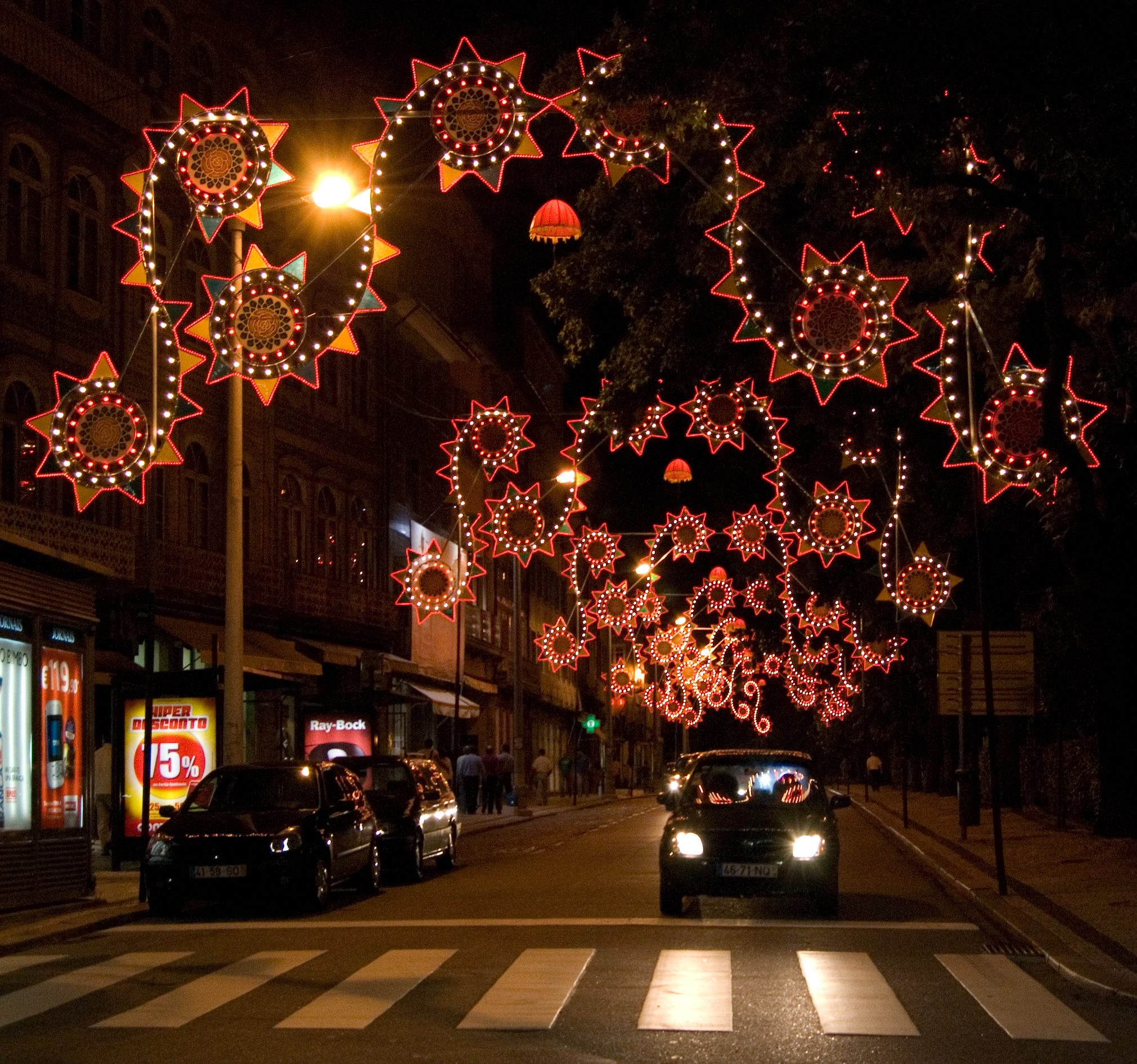
شوارع مزينة بأضواء ميلادية لمناسبة العيد في البرتغال.
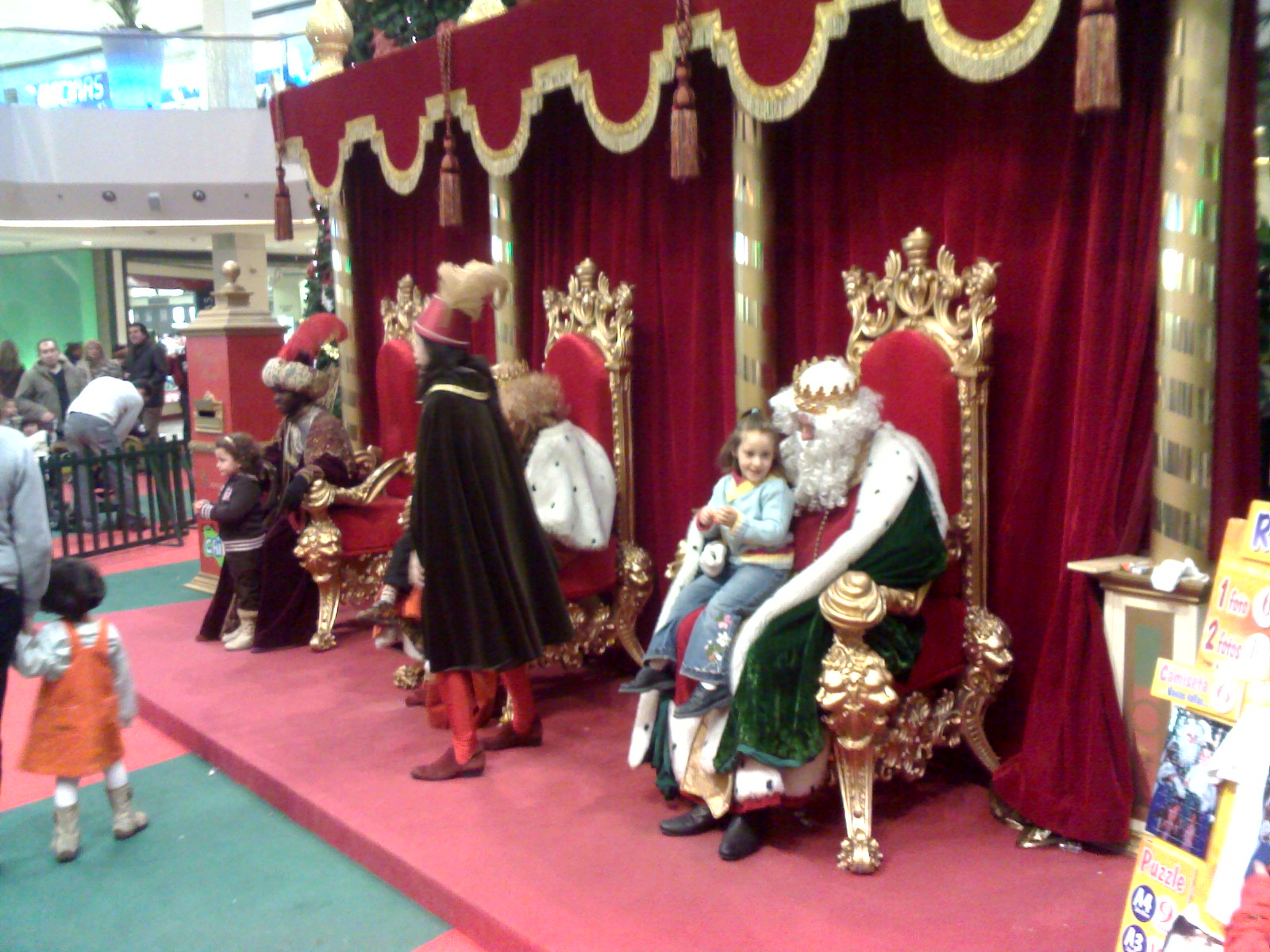
المجوس الثلاثة يوزعون الهدايا على الأطفال، وهو تقليد منتشر في إسبانيا وأمريكا اللاتينية.
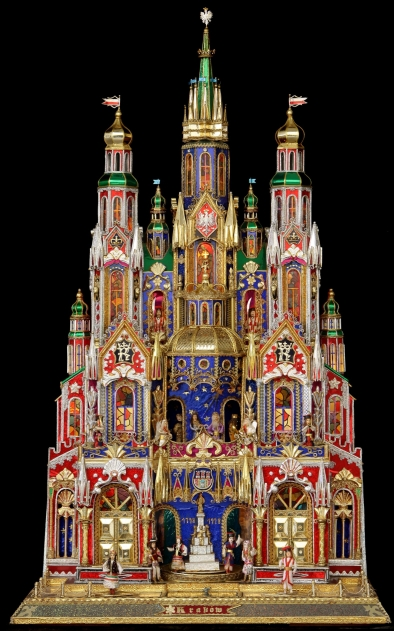
مغارة كراكوف؛ من تقاليد عيد الميلاد في بولندا.

### المرعاة

خريطة البلدان التي لا تتعرف بعيد الميلاد في 25 ديسمبر أو 7 يناير باعتباره عطلة رسمية (باللون البني).

يتم الاحتفال بيوم عيد الميلاد باعتباره عيدًا رئيسيًا وعطلة رسمية في معظم بلدان العالم، بما في الدول ذات الأغلبية غير المسيحية. في بعض المناطق غير المسيحية مثل ماكاو وهونغ كونغ؛ اعتمد العيد كعطلة رسمية خلال الحكم الاستعماري السابق الاحتفال، وفي حالات أخرى اعتُمِدَ عيد الميلاد كعطلة رسمية بسبب تأثير الأقليات المسيحية أو التأثيرات الثقافية الأجنبية في الدولة. وتبنت بلدان مثل اليابان، حيث تحظى أعياد الميلاد بشعبية كبيرة رغم وجود عدد صغير نسبياً من المسيحيين، العديد من الجوانب العلمانية لعيد الميلاد، مثل تقديم الهدايا والزينة وتقليد شجرة عيد الميلاد. من بين البلدان التي لا يعتبر عيد الميلاد عطلة رسمية فيها، تشمل أفغانستان والجزائر وبوتان وليبيا وجزر المالديف وموريتانيا وكوريا الشمالية والمملكة العربية السعودية والصومال وطاجيكستان وتونس وتركمانستان واليمن. في حين على الرغم من عدم اعتبار عيد الميلاد رسمية أو عامة، تُعطي الدول التالية للمُحتلفين الحق في العطلة وتشمل هذه الدول كل من أذربيجان والبحرين وكمبوديا والصين وجزر القمر وإيران وإسرائيل واليابان والكويت ولاوس ومنغوليا والمغرب وسلطنة عُمان وباكستان وقطر وتايلاند وتركيا وأوزبكستان والإمارات العربية المتحدة وفيتنام.
يُمكن أن تختلف احتفالات عيد الميلاد في جميع أنحاء العالم بشكل ملحوظ، مما يعكس اختلاف التقاليد الثقافية والوطنية. بين البلدان ذات التقاليد المسيحية القوية، تطورت مجموعة متنوعة من الاحتفالات بعيد الميلاد والتي تضم أشكال من الثقافات الإقليمية والمحلية. إلى جانب قداس الميلاد الذي تقيمه احتفاليًا جميع الكنائس، وصوم الميلاد المنتشر في الكنائس الأرثوذكسية الشرقية، فإن للاحتفال عيد بعيد الميلاد مظاهر اجتماعية واحتفالات عديدة مرافقة.

### التردد على الكنيسة
عيد الميلاد وعشية عيد الميلاد هو مهرجان في الكنائس اللوثرية ويوم مقدس مُلزم في الكنيسة الرومانية الكاثوليكية والأرثوذكسية الشرقية وعيد رئيسي في الكنيسة الأنجليكانية. وعلى هذا النحو، بالنسبة للمسيحيين، يلعب قداس عشية عيد الميلاد وقداس يوم عيد الميلاد في الكنيسة دورًا مهماً كذُورة احتفالات موسم عيد الميلاد. يعتبر عيد الميلاد، إلى جانب عيد القيامة، فترة التردد على الكنائس الأعلى خلال السنة. وبحسب مركز بيو للأبحاث هناك «زيادة حادة في التردد على الكنائس في فترة أهم عطلتين مسيحيتين، عيد الميلاد وعيد القيامة». وجدت مؤسسة لايف واي للأبحاث أن «ستة من كل 10 أمريكيين يحضرون القداس في الكنيسة عادة» في عشية عيد الميلاد.

### زينة الميلاد

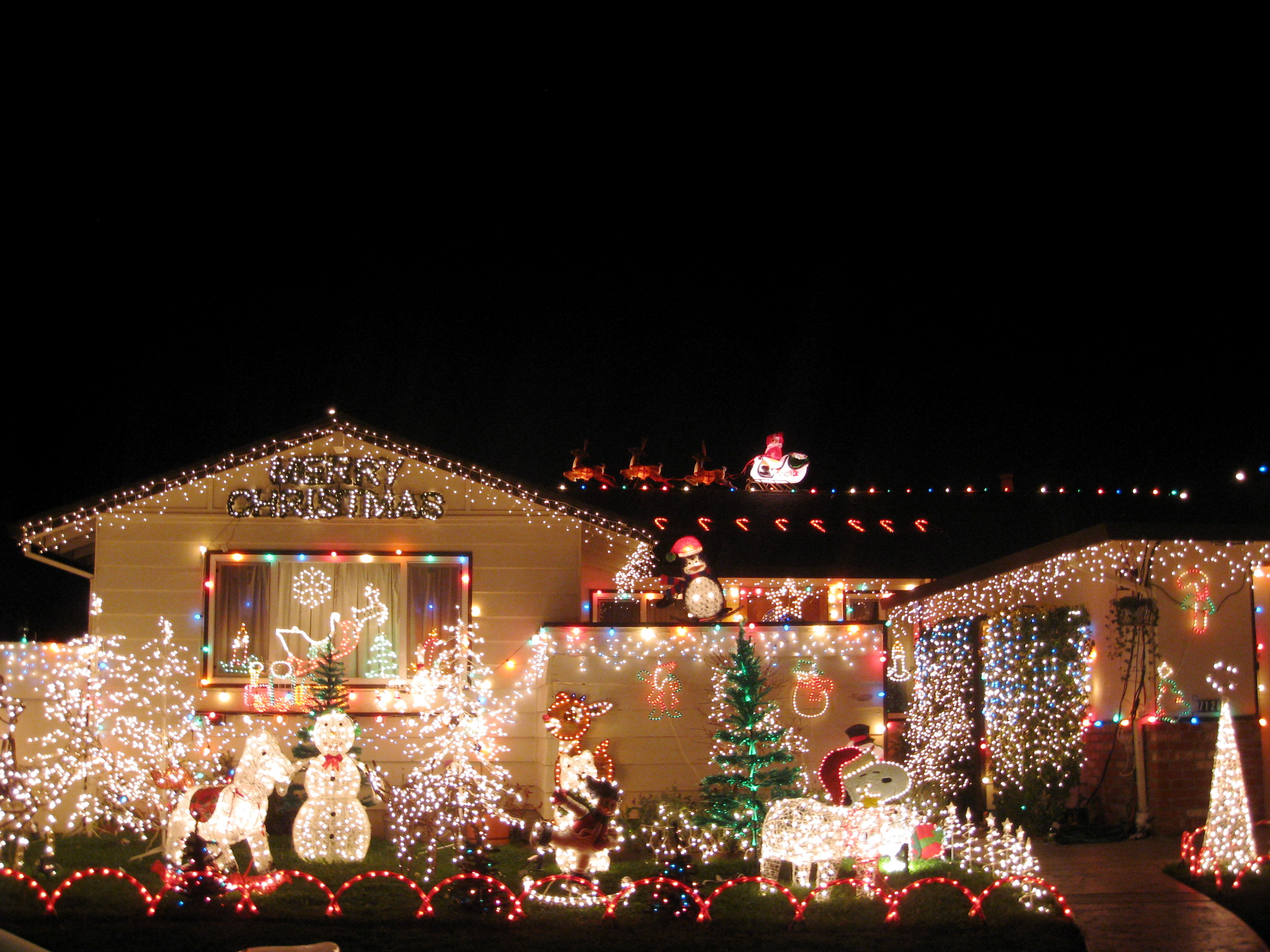
منزل مزيّن لمناسبة العيد في كاليفورنيا، الولايات المتحدة.

يترافق عيد الميلاد مع تزيين المنازل والكنائس والشوارع الرئيسية والساحات والأماكن العامة في المناطق التي تحتفل بالعيد، بزينة خاصة به. عادة يعد اللونين الأخضر والأحمر هما اللونان التقليديان للإشارة إلى عيد الميلاد، تطعم أيضًا بشيء من اللونين الذهبي أو الفضي؛ يرمز اللون الأخضر «للحياة الأبدية» خصوصًا مع استخدامه للأشجار دائمة الخضرة التي لا تفقد أوراقها، في حين يرمز الأحمر ليسوع نفسه. تاريخ نشوء زينة الميلاد طويل للغاية ويرقى للقرن الخامس عشر، حيث انتشرت وفي لندن تحديدًا، عادة تزيين المنازل والكنائس بمختلف وسائل الزينة، تشمل زينة الميلاد شجرة العيد وهي رمز لقدوم يسوع إلى الأرض من ناحية، وهو حسب التقليد يجب أن تكون من نوع شجرة اللبلاب بحيث ترمز ثمارها الحمراء إلى دم يسوع وإبرها إلى تاج الشوك الذي ارتداه خلال محاكمته وصلبه وفق العهد الجديد.

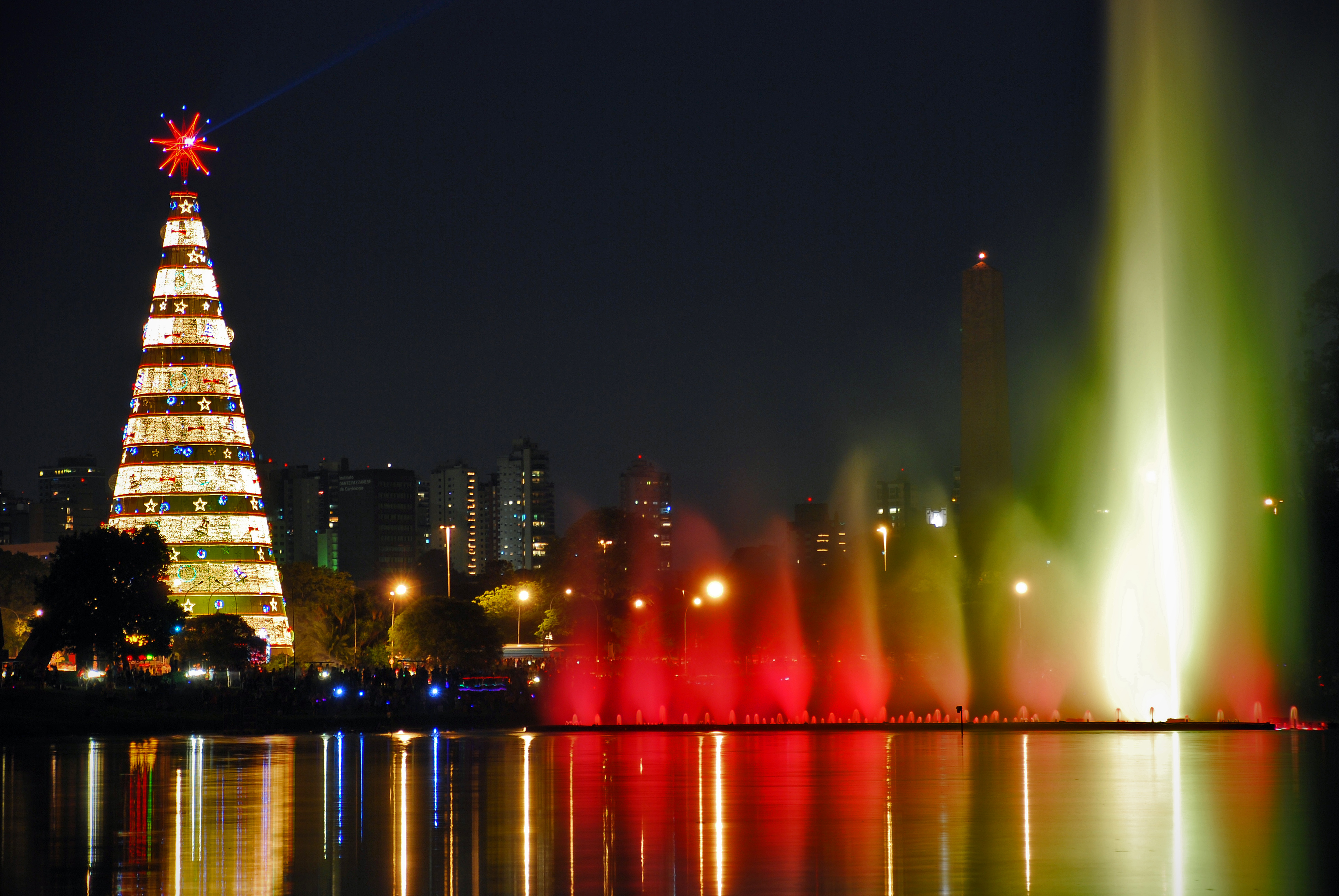
جانب من احتفالات الميلاد وزينته في ساو باولو، البرازيل.

يلحق بالشجرة عادة، مغارة الميلاد، وهي أقدم من الشجرة تاريخيًا، إذ كان تصوير مشاهد ولادة يسوع منتشرًا في روما خلال القرن العاشر، وكان القديس فرنسيس الأسيزي قد قام عام 1223 بتشييد مغارة حيّة، أي وضع رجلاً وامرأة لتمثيل مريم ويوسف وطفلاً لتمثيل يسوع مع بقرة وحمار المستمدين من نبوءة أشعياء حول المسيح، وانتشرت بعد مغارة القديس فرنسيس هذا التقليد في أوروبا ومنه إلى مختلف أنحاء العالم، وهي تمثل حدث الميلاد. إلى جانب الشجرة والمغارة، فإنّ الأجراس والسلاسل الذهبية والكرات الحمراء وندف الثلج وأكاليل أغصان دائمة الخضرة، والشموع اللولبية والملائكة وحلوى القصب والجوارب الحمراء، والنجوم - رمزًا لنجم بيت لحم - تعتبر داخلة في إطار زينة الميلاد التقليدية، ذلك يشمل أيضًا وجوه لبابا نويل وغزلانه، حيث درجت التقاليد الشعبية على اعتباره قادمًا على متن عربة يجرها الغزلان؛ أما الأكاليل الأغصان دائمة الخضرة فتوضع عادة على أبواب المنازل أو النوافذ لإظهار أن المسيحيين يؤمنون بأن يسوع هو نور العالم؛ في المكسيك يرتبط نبات الصبار أيضًا بعيد الميلاد إلى جانب البونسيتة وهو نبات محلي في البلاد. سوى ذلك، فإن تزيين الشوارع بلافتات خاصة وسلاسل ضوئية على طول الشارع ووضع أشجار الميلاد في أماكن بارزة، تعتبر داخلة ضمن زينة الميلاد، فضلاً عن الساحات ومناطق التسوق. تزايدت زينة عيد الميلاد، وتنوعت أشكالها وزخارفها واقبتست من التقاليد المحلية والموارد المتاحة في مختلف أنحاء العالم، أول محل تجاري متخصص بزينة الميلاد افتتح في ألمانيا خلال عقد 1860، وسرعان ما تكاثرت هذه المحلات، وتنافست حول أجمل زينة مقدمة للميلاد.
لا يوجد تاريخ محدد لوضع زينة الميلاد، غير أنه قد درجت العادة بدء التزيين مع 1 ديسمبر أما وضع شجرة الميلاد يرتبط تقليديًا بليلة العيد أي عشية 24 ديسمبر غير أن أعدادًا أقل من المحتفلين لا تزال تلتزم به، وترفع زينة الميلاد في 5 يناير عشية عيد الغطاس.

### شجرة عيد الميلاد

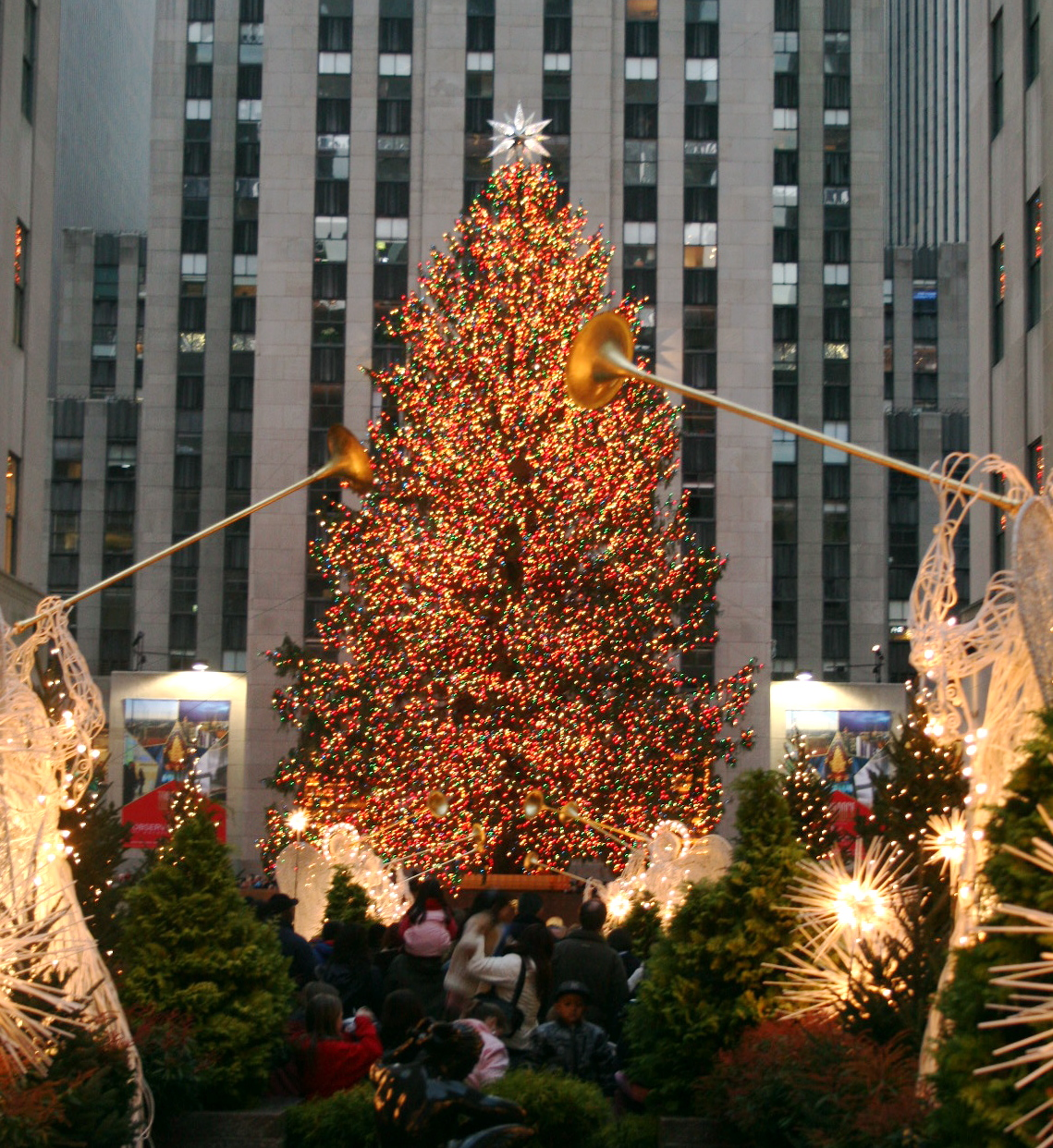
شجرة الميلاد مزينة قبالة مركز روكفلر التجاري في نيويورك، الولايات المتحدة.

عادة تزيين شجرة عيد الميلاد سابقة للمسيحية، ومرتبطة بالعبادات الوثنية في إكرام وعبادة الشجرة، وكانت منتشرة على وجه الخصوص في ألمانيا؛ ولذلك لم تحبذ الكنيسة في القرون الوسطى الباكرة عادة تزيين الشجرة، وأول ذكر لها في المسيحية يعود لعهد البابا القديس بونيفاس (634 - 709) الذي أرسل بعثة تبشيرية لألمانيا، ومع اعتناق سكان المنطقة للمسيحية، لم تلغ عادة وضع الشجرة في عيد الميلاد، بل حولت رموزها إلى رموز مسيحية، وألغيت منها بعض العادات كوضع فأس وأضيف إليها وضع النجمة رمزًا إلى نجمة بيت لحم التي هدت المجوس الثلاثة. غير أن انتشارها ظلّ في ألمانيا ولم يصبح عادة اجتماعية مسيحية ومعتمدة في الكنيسة، إلا مع القرن الخامس عشر، حيث انتقلت إلى فرنسا وفيها تم إدخال الزينة إليها بشرائط حمراء وتفاح أحمر وشموع، واعتبرت الشجرة رمزًا لشجرة الحياة المذكورة في سفر التكوين من ناحية ورمزًا للنور - ولذلك تمت إضاءتها بالشموع - وبالتالي رمزًا للمسيح وأحد ألقابه في العهد الجديد «نور العالم»، تقاليد لاحقة نسبت إضاءة الشجرة إلى مارتن لوثر في القرن السادس عشر، غير أنه وبجميع الأحوال لم تصبح الشجرة حدثًا شائعًا، إلا مع إدخال الملكة شارلوت زوجة الملك جورج الثالث تزيين الشجرة إلى إنكلترا ومنها انتشرت في الولايات المتحدة وكندا وأستراليا وتحولت معها إلى صبغة مميزة لعيد الميلاد منتشرة في جميع أنحاء العالم.
في السابق، كانت الأشجار التي توضع في المنازل وتزين لمناسبة العيد أشجارًا طبيعية، غير أنه حاليًا تنتشر الأشجار الصناعية مكانها بأطوال وأحجام وأنواع مختلفة، غير أن عددًا من المحتفلين لا يزال يستعمل الأشجار الطبيعية، وقد نشأت شركات تهتم بزراعة أشجار الصنوبر الإبرية الخاصة بالميلاد وتسويقها قبيل العيد؛ تزيّن الشجرة حاليًا بالكرات مختلفة الأحجام، وإلى جانب الكرات التي تتنوع ألوانها بين الذهبي والفضي والأحمر، مع وجود بعض الأشجار المزينة بغير الطريقة المألوفة لألوان العيد الثلاثة كالأزرق مثلاً، توضع أضوية ملونة أو ذهبية على الشجرة كما توضع في أعلاها نجمة تشير إلى نجمة بيت لحم التي دلت المجوس في الطريق، وتزين الشجرة أيضًا بالسلاسل أو بالملائكة أو بالأجراس وغيرها مما يتوافر في المحلات؛ يوضع تحت الشجرة أو بقربها مغارة الميلاد أو مجموعة صناديق مغلفة بشكل مُزين تحوي على الهدايا التي يتم فتحها وتبادلها عشية العيد.

### موسيقى الميلاد
شكل عيد الميلاد على مر العصور، موضوعًا لعدد من الأناشيد والقصائد الملحنة في الكنيسة والمجتمع، لعلّ أفرام السرياني كان من أوائل من وضع قصائد ملحنة للميلاد حتى لقّب «شاعر الميلاد» ولا تزال الترانيم التي ألفها في هذا الصدد متداولة حتى اليوم في الكنائس ذات الطقس السرياني؛ في نفس الفترة أي بحلول القرن الرابع كان قد ظهر في أوروبا أيضًا مجموعة ترانيم خاصة بالعيد مثل «نور الأمم» (باللاتينية: Veni redemptor) وذلك على يد القديس أمبروسيوس أسقف ميلانو. كانت الأناشيد الأولى سواءً في الشرق أم الغرب تتخذ منحى المعاني اللاهوتية وتكثر من أخذ التصورات الإنجيلية، مثلاً ترنيمة «نور الأمم» تحفل بمقارعة المذهب الآريوسي التي كانت فترة كتابتها ذورة نشاطه. وفي الفترة نفسها كتب الشاعر الإسباني برودنتيوس المتوفى عام 413 قصيدة لا تزال مستعملة حتى الآن بعنوان «من محبة الآب أنجب» (باللاتينية: Corde natus ex Parentis).

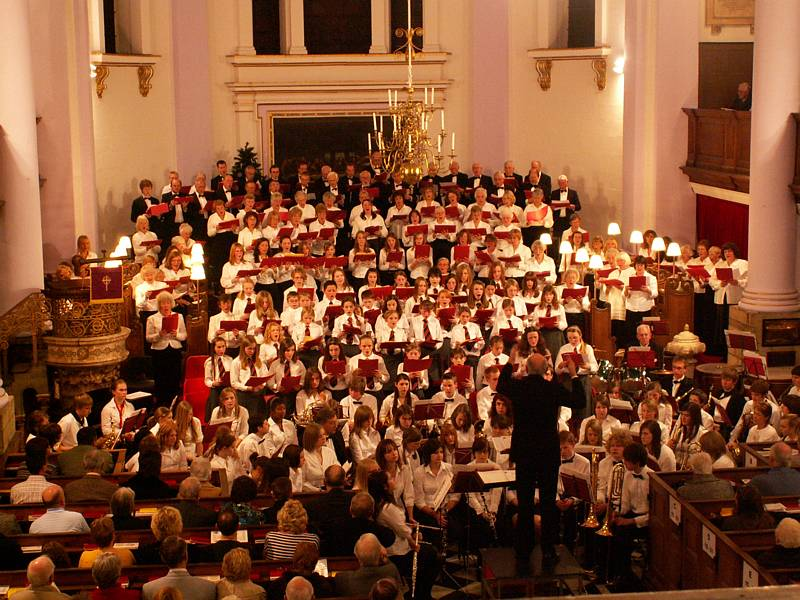
جوقة الميلاد في مدرسة الملكة إليزابيث الثانية في بريطانيا.

ويعود للقرن التاسع والقرن العاشر انتشار عادة وضع قصائد ملحنة خاصة بعيد الميلاد في أوروبا الشمالية، ولبرنارد الكليرفوّي على وجه الخصوص يعود وضع عدد من الموشحات المقفاة حول الميلاد يستعملها الرهبان في الكنيسة، وخلال القرن الثاني عشر وضع الراهب آدم من رهبنة القديس فيكتور في باريس أول أغان شعبية غير كنسيّة عن الميلاد، وبالتالي بدأت تنشأ الموسيقى الشعبية لعيد الميلاد؛ والتي ازدهرت وتطورت في فرنسا وألمانيا وبشكل عميق في إيطاليا بتأثير القديس فرنسيس الأسيزي خلال القرن الثالث عشر، إذ يٌنسب إليه عدد كبير من الأغاني الشعبية الميلادية في اللغة الإيطالية. أما أقدم ترانيم وأغاني الميلاد التي ظهرت بالإنكليزية تعود لعام 1426 على يد جون آودلاي وهو قسيس في شروبشاير كتب «ترانيم ميلادية» (بالإنجليزية القديمة: caroles Cristemas)، وهو كتاب يضم 25 أغنية شعبية كانت تغنى من قبل زائري المنازل خلال تبادل الهدايا عشية الميلاد. كذلك الأمر، فإن مصطلح كارول (بالإنجليزية: Carol) بات يشير خلال هذه الفترة إلى الموسيقى والترانيم الخاصة بعيد الميلاد؛ وفي عام 1570 وبطلب من البابا بيوس الخامس وضعت ترنيمة «المجد لله في العلى» (باللاتينية: Gloria in excelsis Deo نقحرة: غلوريا إن إكسيلسس ديو) على نصوص ترقى للقرن الرابع، ولا تزال من أشهر ترانيم الميلاد سيّما تلك القادمة من الروماني الكاثوليكي، والنسخة العربية منها تعرف باسم «يا رعاةً خبرونا».
بشكل عام، يعود لفترة القرون الوسطى نشوء عدد وافر من الأغاني الشعبية والترانيم الكنسيّة الشهيرة عن الميلاد مثلاً الترنيمة اللاتينية «تعال إلى جميع المؤمنين» (باللاتينية: Adeste Fidelis، نقحرة: آديستي فيديلس) ترجع كلماتها للقرن الثالث عشر، رغم أن موسيقاها الحالية وضعت في منتصف القرن الثامن عشر؛ إلى جانب آديستي فيديليس التي تعتبر من أشهر وأقدم ترانيم الميلاد فإن عددًا آخر من الأغاني الشعبية تعود لتلك المرحلة، رغم أنها ليست بالضرورة مرتبطة بالكنيسة ورجالها. بعض الترانيم رغم أنها ظهرت في فترة متأخرة من العصور الوسطى إلا أنها استعملت نصوصًا سابقة أمثال «في هذا اليوم سترقص الأرض» (باللاتينية: Personent hodie) والتي نشأت في فرنسا عام 1582 ونصوصها وموسيقاها ترقى للقرن الثالث عشر.

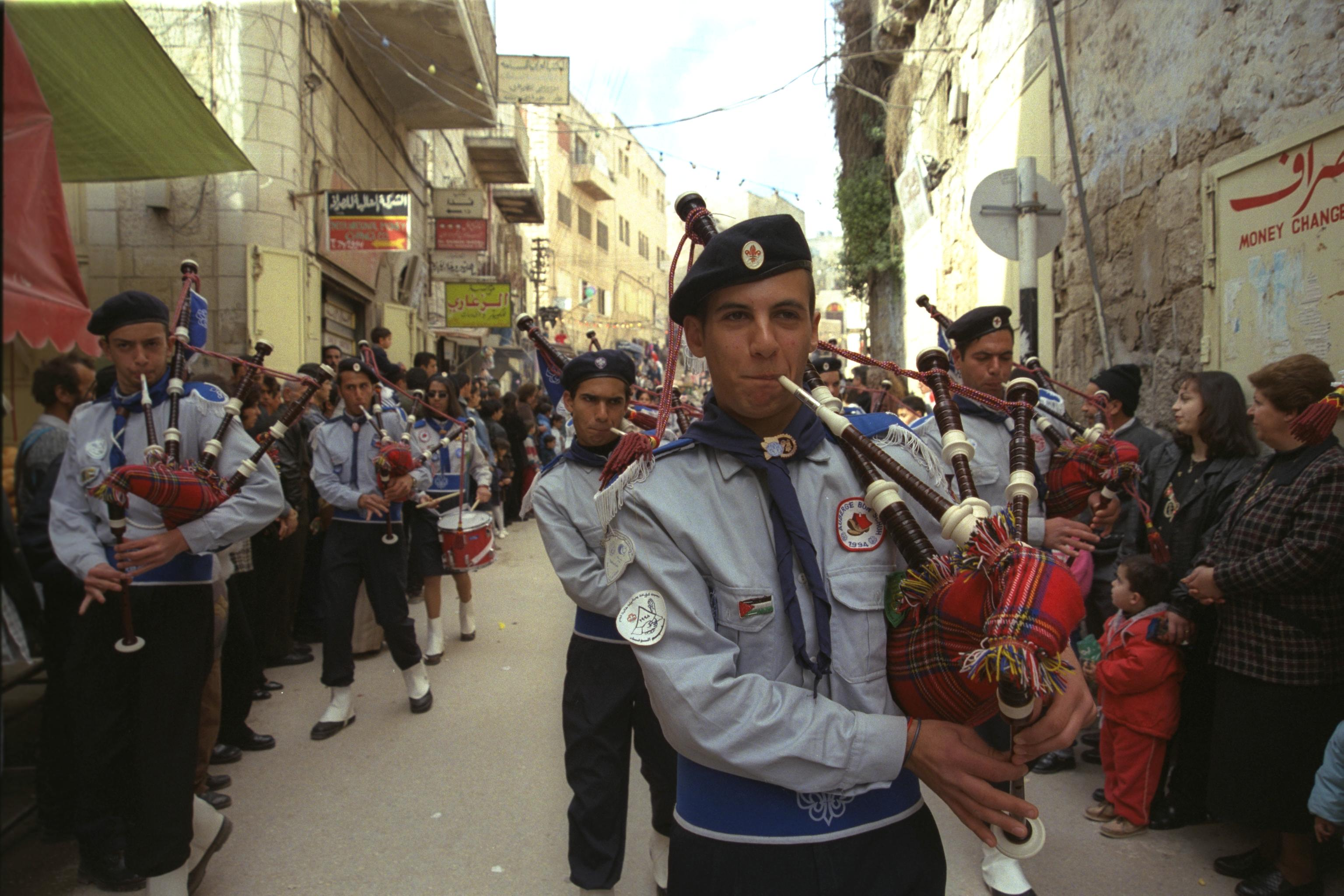
احتفالات المسيحيين الفلسطينيين في ليلة عيد الميلاد في مدينة بيت لحم سنة 1999.

التأليف لعيد الميلاد، اكتسب زخمًا جديدًا مع الإصلاح البروتستانتي في ألمانيا وشمال أوروبا، على سبيل المثال قام مارتن لوثر بكتابة الترانيم الخاصة بالميلاد وشجع استخدامها في الاحتفالات الدينية والاجتماعية، وقد حفظت هذه الترانيم وانتشرت في المجتمعات العامة سيّما الريفيّة، ومكثت حتى القرن التاسع عشر حيّة في الذاكرة الأوروبية؛ كذلك فإنه يعود لفترة العصور الوسطى المتأخرة تلحين عدد من المزامير المنسوبة للنبي داود وجعلها خاصة بعيد الميلاد، وكانت لهذه المزامير المرنّمة أهمية خاصة في الولايات المتحدة. في عام 1818 ظهرت واحدة أخرى من أشهر ترانيم الميلاد هي «ليلة صامتة» (بالإنجليزية: Silent Night) وذلك من النمسا لمناسبة الاحتفال بعيد القديس نقولا عام 1818، وفي عام 1833 نشر بالإنكليزية كتاب خاص عن ترانيم عيد الميلاد القديمة والحديثة، شكل أول كتاب حديث مطبوع يحوي ترانيم وأغاني الميلاد الكلاسيكية باللغة الإنكليزية، وهو ما ساهم بإحياء الترانيم خلال العهد الفيكتوري. تزامن ذلك مع تزايد الأغاني الميلادية، أي تلك التي لا تمس البعد الديني للموضوع - بدأ انتشارها إلى جانب عدد وافر من أشهر أغاني الميلاد اليوم منذ أواسط القرن الثامن عشر، على سبيل المثال وضع هاندل سمفونية «هللويا» الشهيرة للمناسبة عام 1741، وظهرت الأغنية الشعبية «الفرح للعالم، جاء السيّد» (بالإنجليزية: Joy to the World) عام 1719 وظهرت «أجراس الأغنية» (بالإنجليزية: Jingle Bells، نقحرة: جينغل بيلز) عام 1857، وتكاثرت من بعدها طوال القرنين التاسع عشر والعشرين الأغاني الروحية والمدنيّة حول عيد الميلاد، بما فيها أغان تتبع موسيقى البوب والجاز وحتى الروك وسواها.
فيما يخص اللغة العربية، فقد وضعت ومنذ القرن الثامن عشر عدد من القصائد والأناشيد الميلادية الملحنة كقصائد للمطران عبد الله القراآلي المتوفى عام 1724، وعُرّبت أناشيد أخرى مشتقة من أناشيد سريانية، أمثال «أرسل الله» و«سبحان الكلمة» اللتين لا تزال مستعملتين بين المسيحيين العرب حتى اليوم؛ وفي عام 1992 قامت الفنانة اللبنانية فيروز بإصدار ألبوم يحوي أربعة عشر أغنية وترنيمة ميلاديّة أغلبها كلمات عربيّة لألحان عالميّة أمثال «عيد الليّل» النسخة العربية من أغنية «ليلة صامتة» (بالإنجليزية: Silent Night)، وتكاثرت بعدها هذه الأغاني خصوصًا جوقة أغابي في لبنان وجوقة الفرح في سوريا، من الألبومات العربية الأخرى لعيد الميلاد ألبوم «ملك في مذود» وألبوم «بيت لحم» وكلاهما من جوقات كنسيّة، وإلى جانب الأغاني العالمية بلغتها الأصلية أو معربة هناك أيضًا ترانيم ميلادية خاصة بالعرب أمثال «ليلة الميلاد» التي وضعها الأب اللبناني منصور لبكي و«بضيعة زغيرة منسيّة» و«ضوّي بليالي سعيدة».

### الطعام

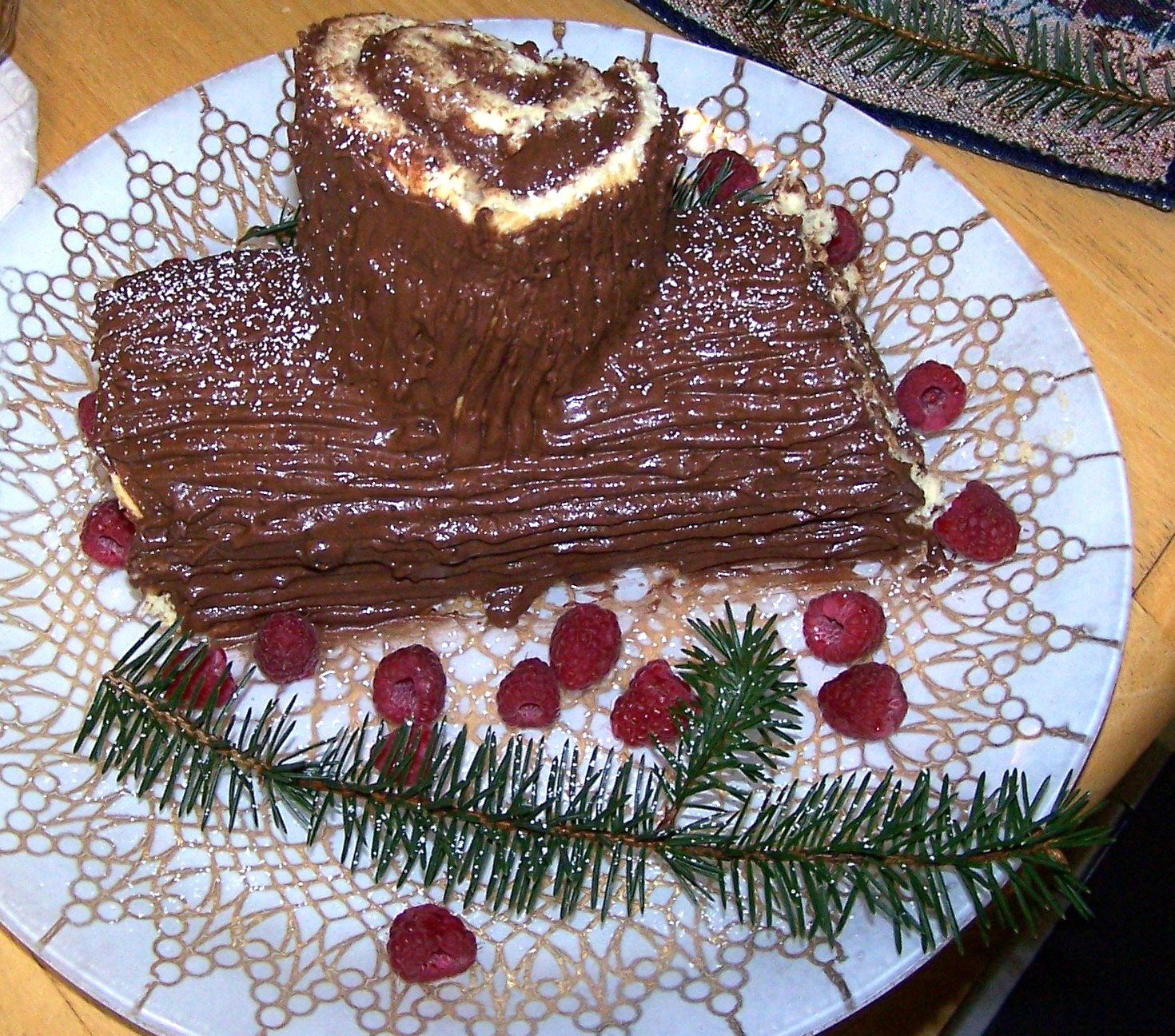
بوش نويل، إحدى حلويات العيد التقليدية القادمة من التراث الفرنسي، وتنتشر في بعض الدول الأخرى إلى جانب سوريا ولبنان.

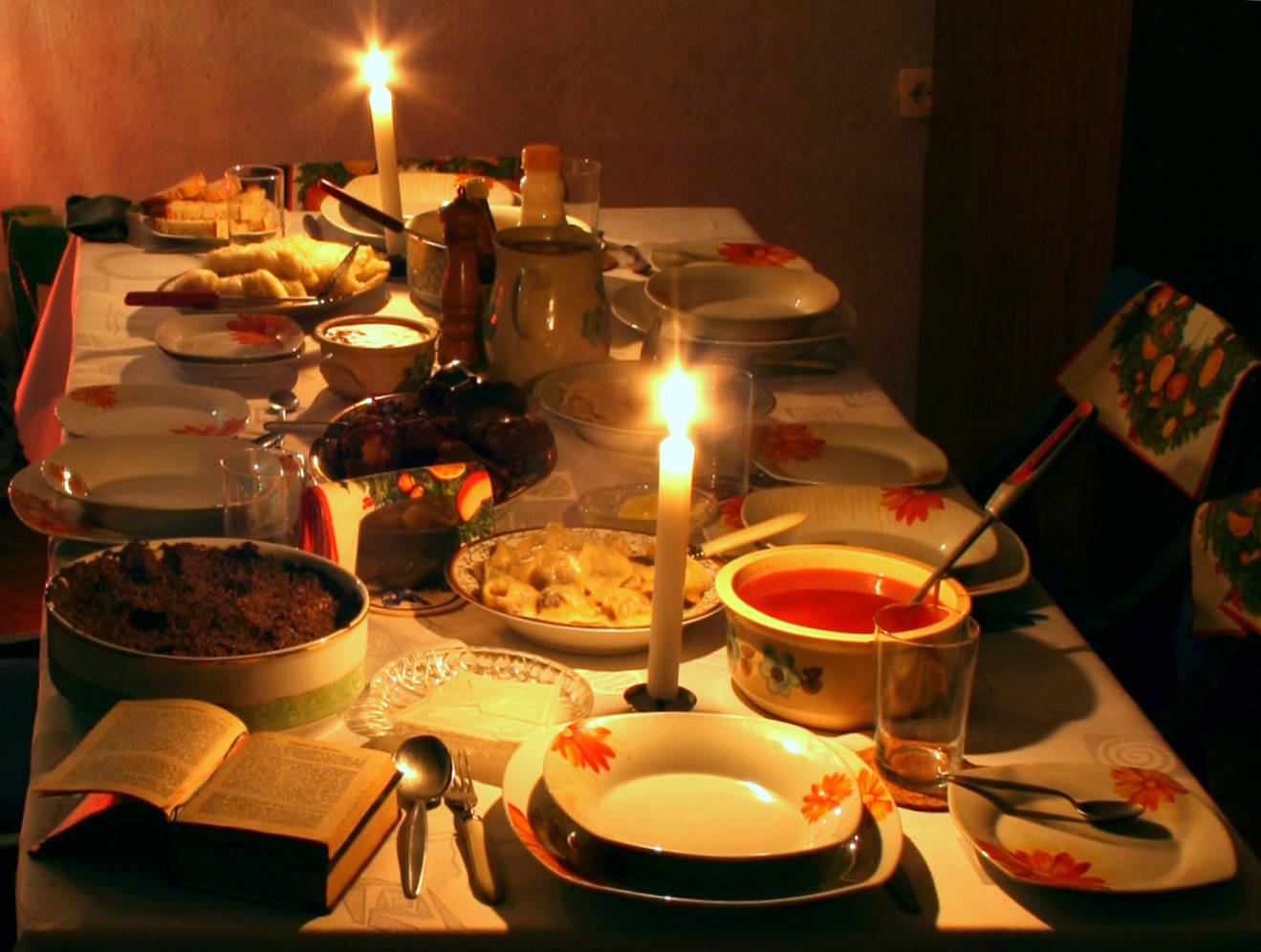
مائدة بولندية تقليدية لعشاء الميلاد.

يعد عشاء الميلاد الذي يتم في ليلة العيد أو مأدبة الغداء يومه، جزءًا هامًا من الاحتفال بالعيد. لا يوجد طبق موحد يقدّم لمناسبة العيد في مختلف أنحاء العالم، بل الأطباق تختلف من بلد إلى بلد باختلاف الثقافات. في صقلية، الوجبة الخاصة بعيد الميلاد مؤلفة من تقديم 12 نوعًا من الأسماك، وفي بريطانيا والدول التي تأثرت بتقاليدها تضمّ مائدة عيد الميلاد الدجاج المحشي والإوز إلى جانب اللحوم والمرق والخضروات وعصير التفاح في بعض الأحيان، هناك أيضًا بعض الحلويات الخاصة مثل «حلوى عيد الميلاد» تنتشر في تلك المناطق.
في بولندا وأجزاء أخرى من أوروبا الشرقية وإسكندنافيا، فإن الأسماك غالبًا ما تكون هي الوجبة الرئيسية في العشاء التقليدي، ولكن حديثًا أخذ لحم الخراف والعجول يحلّ إلى جانب الأسماك؛ أما في ألمانيا وفرنسا والنمسا عادة ما يشمل عشاء الميلاد التقليدي لحم الأوز والخنزير والدجاج المحشي. إلى جانب مشروبات كحولية خاصة كالنبيذ الأحمر والليكور، والشوكولا، المنتشر في فرنسا وبعض الدول الأخرى حيث يتشهر قالب حلوى من الشوكولا يسمى جذع الميلاد (بالفرنسية: Bûche de Noël، نقحرة: بوش دو نويل). في بلاد الشام سيّما سوريا ولبنان وفلسطين تشمل مأدبة عيد الميلاد على الكبة وورق دوالي والدجاج المحشي فضلًا عن المقبلات أبرزها التبولة والفتوش وبابا غنوج وغيرها من المقبلات.

### بطاقات المعايدة

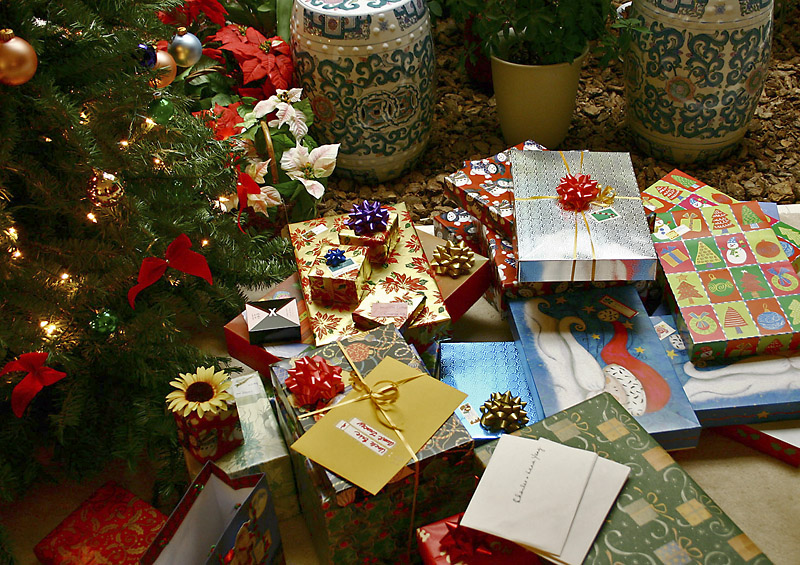
هدايا العيد تحت شجرة الميلاد.

تعتبر بطاقات المعايدة جزءًا من الاحتفالات التقليدية للعيد، تشمل البطاقات الميلادية صورًا لسانتا كلوز ورجال الثلج إلى جانب الشجرة وغيرها من رموز العيد أو بعض الأيقونات الدينية الميلادية كميلاد يسوع أو نجمة بيت لحم، والحمامة البيضاء رمزًا للسلام على الأرض وللروح القدس، هناك أيضًا البطاقات التي تبتعد عن الرموز الدينية مثل شموع العيد أو الجوارب الخاصة بوضع الهدايا؛ التحيّة التقليدية للعيد هي «أتمنى لكم ميلادًا مجيدًا وعامًا جديدًا سعيدًا»، ترفق البطاقات عادة مع قصيدة مطبوعة أو نص صلاة قصيرة أو آية من الكتاب المقدس، البعض الآخر ينأى بنفسه عن الجانب الديني وتقتصر على تبادل التحيّات العامة. غالبًا ما يتم تداول هذه البطاقات في الأسابيع السابقة للعيد. مع اتساع تجارة بطاقات الميلاد، تأسست في الغرب متاجر متخصصة بإنتاج وبيع هذه البطاقات، مثل متجر السير هنري كول في لندن الذي تأسس عام 1843. ومع انتشار الإنترنت، أخذ يظهر بطاقات إلكترونية يتم تبادلها لمناسبة العيد.

### الطوابع
صدر لمناسبة عيد الميلاد عدد كبير من البطاقات البريدية في مختلف دول العالم، وغالبًا ما تستخدم في الرسائل التي ترسل فيها بطاقات عيد الميلاد، كما أنها تحظى بشعبية بين هواة جامعي الطوابع، علمًا أن الطوابع تبقى صالحة على مدار السنة، وغالبًا ما تصدر الحكومات هذه الطوابع بكميات كبيرة بين أكتوبر وبداية ديسمبر من كل عام وبكميات كبيرة. أقدم الطوابع وأكثرها تميزًا صدر في كندا عام 1898، وفي عام 1937 أصدرت النمسا بدورها طوابع تخص تحية عيد الميلاد، وفي عام 1939 أصدرت البرازيل طوابع تصور المجوس الثلاثة ونجمة بيت لحم والملائكة والطفل، ومريم والطفل؛ وفي الولايات المتحدة يصدر سنويًا مجموعة طوابع خاصة بالعيد كل عام.

### تبادل الهدايا

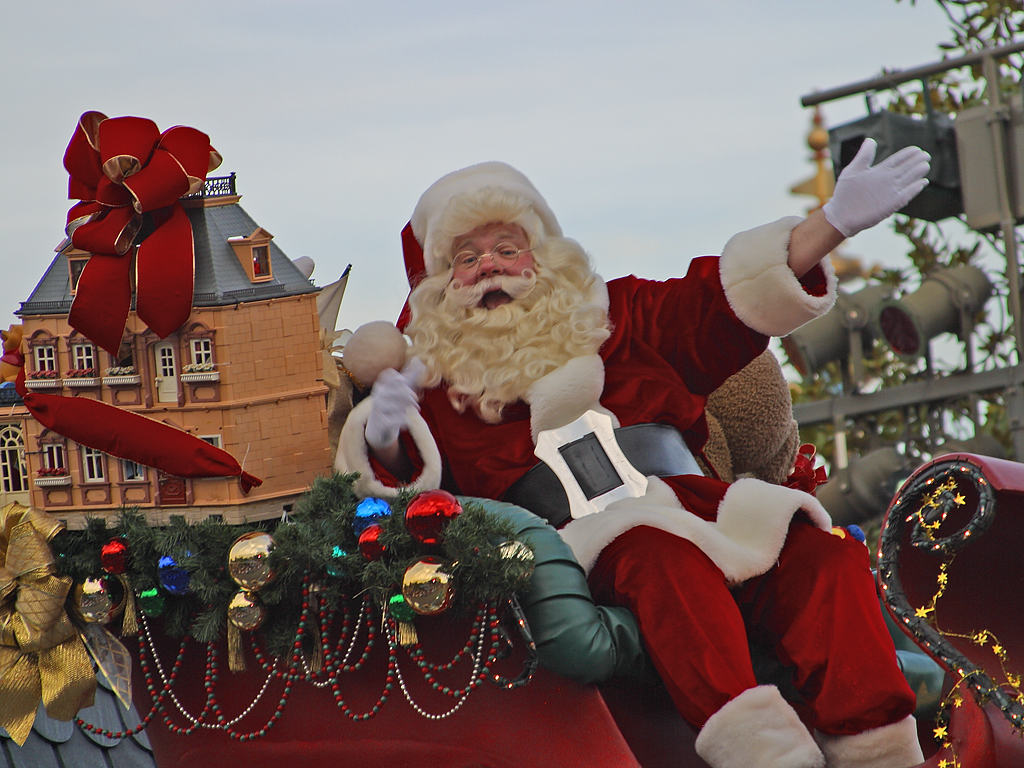
بابا نويل خلال احتفالات في حديقة ديزني لاند.

تبادل الهدايا يعد من الجوانب الرئيسية للاحتفال بعيد الميلاد حديثًا، وهو ما يجعل موسم عيد الميلاد أكثر مواسم السنة ربحًا بالنسبة لمتاجر التجزئة والشركات حول العالم؛ كان تبادل الهدايا شائعًا في بعض مناطق الإمبراطورية الرومانية أواخر ديسمبر كجزء من طقوس دينية، ولذلك فقد حظرت الكنيسة الكاثوليكية تبادل الهدايا في القرون الأولى والقرون الوسطى بسبب أصولها الوثنية، ثم عادت وانتشرت العادة بين المسيحيين بداعي الارتباط بالقديس نقولا أو نيكولا، أما سبب ارتباطها به فيعود لكونه كان يوزع على العائلات الفقيرة في إقليم ميرا في آسيا الصغرى الهدايا والطعام واللباس تزامنًا مع العيد دون أن تعرف العائلات من هو الفاعل، أما الصورة الحديثة له أي الرجل ذو الثياب الحمراء واللحية الطويلة القادم على عربات تجرها غزلان والداخل للمنازل عن طريق المدفأة فتعود لعام 1823 حين كتب الشاعر الأمريكي كلارك موريس قصيدة «الليلة التي قبل عيد الميلاد» يصف بها هذه الشخصية التي تعتمد أبعاد تجارية بحتة؛ غالبًا ما يقوم الأطفال بكتابة رسائل إلى سانتا ويضعونها في جراب الميلاد أو بقرب الشجرة قبل العيد، ويستيقظون صباح العيد لفتحها، من العادات المنتشرة أيضًا أن يقوم جميع أفراد الأسرة بتبادل الهدايا بين بعضهم البعض وإن كانت رمزيّة. أيضًا فإن بعض الكتاب حديثًا فسر تبادل الهدايا على أنها ذات صلة بالهدايا التي قدمها المجوس الثلاثة عند زيارتهم بيت لحم، على ما ورد في إنجيل متى.

## التاريخ

### «عيد الشمس التي لا تقهر»

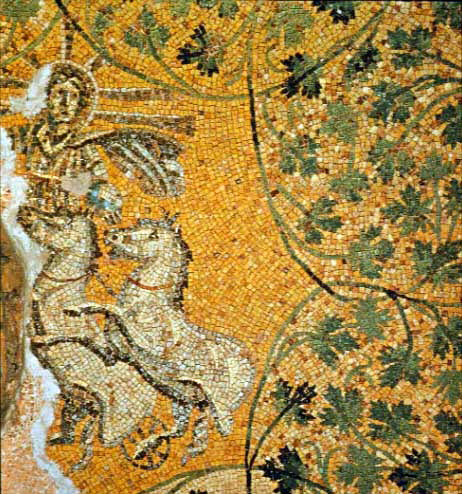
أيقونة المسيح الشمس (باللاتينية:Christo Sole) والتي ترقى لما قبل القرن الرابع حين حدد الاحتفال بعيد الميلاد مع عيد الشمس، وهي محفوظة في كاتدرائية القديس بطرس في روما.

«عيد الشمس التي لا تقهر» (باللاتينية: Dies Natalis Solis Invicti) والتي احتفل بها الرومان الوثنيون يوم 25 ديسمبر تزامنًا مع الحساب القديم لموعد الانقلاب الشتوي، هي المناسبة التي ورثها عيد الميلاد. كانت كتابات آباء الكنيسة ومنذ مرحلة مبكرة، تشير إلى أن المسيح هو «شمس البر» كما تنبأ النبي ملاخي، ولعلّ أبرز الكتابات في مقارنة المسيح بالشمس، هي كتابات يوحنا فم الذهب الذي اعتبر أنّ «الشمس لا تقهر هي شمس البر وشمس العدل، أي يسوع المسيح ذاته».
كان الاحتفال بالانقلاب الشتوي، مهرجانًا شعبيًا في العديد من الثقافات، سيّما الزراعيّة منها، حيث تقلّ الأعمال التي يقوم بها الفلاحون خلال الفصل ويلتزمون المنازل، كذلك يساعد الاحتفال على توقع أفضل الأحوال الجويّة في الربيع المقبل، وخلاله أيضًا كان يتم تبادل الهدايا وإنارة المنازل بالأضواء، وإعداد صنوف خاصة من الطعام. لعل أبرز مناطق انتشار العيد كان في الدول الإسكندافيّة شمال أوروبا، وقد قام المبشرون خلال نشر المسيحية في المنطقة الاستعانة ببعض الرموز الوثنيّة للاحتفال بعيد الميلاد بعد إضفاء طابع مسيحي عليها، ومنها انتشرت في أوروبا والعالم خلال القرنين التاسع والعاشر.

### في المسيحية

منمنمة المجوس الثلاثة من إنجيل أرمني، 1362، جلفا في أصفهان، إيران.

#### خلال القرون الأولى
لا يعطي العهد الجديد أي موعد لتاريخ ولادة المسيح، هناك إشارة غير مباشرة إلى أنها في شهر ديسمبر لفت النظر إليها يوحنا فم الذهب المتوفى عام 386، وينقل لنا كلمنت الإسكندري المتوفى نهاية القرن الأول آراء مختلفة في هذا الموضوع كانت منتشرة في أيامه؛ فيقول إن بعض المؤرخين يحدده باليوم التاسع عشر من إبريل وبعضهم بالعاشر من مايو، واقترح سكستوس جوليوس أفريكانوس أن يسوع كان تصور في الاعتدال الربيعي، أما كلمنت اقترح تحديده بالسابع عشر من نوفمبر من العام الثالث قبل الميلاد. وقد اعتبر سكتوس يوليوس أفريكانوس أن البشارة تمت في الاعتدال الربيعي الذي يحتفل به في 25 مارس ما يوكان المسيحيون الشرقيون يحتفلون بمولد المسيح في اليوم السادس من شهر يناير منذ القرن الثاني بعد الميلاد، وفي عام 354 احتفلت بعض الكنائس الغربية ومنها كنيسة روما بذكرى مولد المسيح في اليوم الخامس والعشرين من ديسمبر، وكان هذا التاريخ قد عد خطأ يوم الانقلاب الشتوي الذي تبدأ الأيام بعده تطول ويحتفل فيه بعيد الشمس التي لا تقهر. واستمسكت الكنائس الشرقية وقتاً ما باليوم السادس من يناير، واتهمت أخواتها الغربية بالوثنية وبعبادة الشمس؛ ولكن لم يكد يختتم القرن الرابع حتى اتخذ اليوم الخامس والعشرين من ديسمبر عيداً للميلاد في الشرق أيضاً. ولعلّ المسيحية المبكرة لم تتحفل مطلقًا بالعيد لما ارتبطت به من ظروف السريّة والاضطهادات الرومانيّة، ويقول أوريجانوس اللاهوتي أن الكتاب المقدس يذكر أن «المذنبين فقط احتفلوا بأعياد ميلادهم أمثال فرعون وهيرودوس».

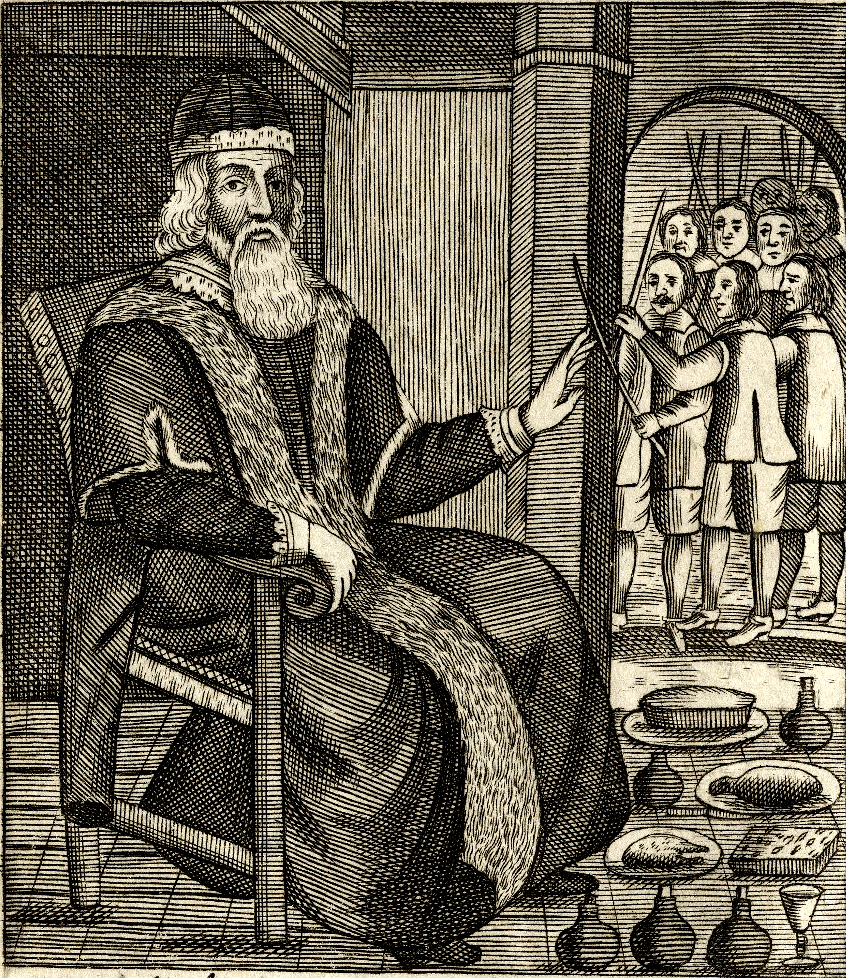
رسم قديم يرقى للقرن السابع عشر لبابا نويل.

هناك وثيقة ترقى لعام 354 في روما تنصّ أن الكنيسة تحتفل بذكرى ميلاد المسيح في 25 ديسمبر وأن الكنيسة الشرقية تعتبر الاحتفال بمولده جزءًا من الاحتفال بعيد الغطاس ذاته في 6 يناير وهو حال الكنيسة الأرمنية الأرثوذكسية والكاثوليكية حتى اليوم؛ ولعل دخول الاحتفال بعيد الميلاد إلى الكنيسة الشرقية بشكل منفصل عن عيد الغطاس يعود لما بعد وفاة الإمبراطور فالنس عام 378، وربما احتفل به في القسطنطينية أول مرة عام 379 وفي أنطاكية عام 380.

#### القرون الوسطى
في العصور الوسطى، كان التركيز خلال الاحتفال بعيد الميلاد يتم على زيارة المجوس الثلاثة، كما سبق العيد أربعين يومًا عرفت باسم «أيام القديس مارتن الأربعين» وتعتبر جزءًا من احتفالات الميلاد أي تبدأ الاحتفالات منذ 11 نوفمبر، لاحقًا وخلال القرن الثالث عشر اختصرت هذه التقاليد واعتبر عيد الميلاد ممتد من 25 ديسمبر وحتى 5 يناير أي 12 يومًا قبل عيد الغطاس. خلال فترة القرون الوسطى، ارتبطت عدة حوادث مهمة بتاريخ عيد الميلاد، على سبيل المثال فقد توج الإمبراطور شارلمان يوم عيد الميلاد عام 800 والملك إدموند تم تثبيته في عيد الميلاد عام 855 وكذلك الملك وليام الأول توج في يوم عيد الميلاد عام 1066 وكذلك حال جودفري مؤسس مملكة بيت المقدس.
خلال المرحلة المتقدمة من القرون الوسطى أصبحت العطلة والاحتفالات راسخة يشير إليها جميع المؤرخين؛ الملك ريتشارد الثاني كان يقيم مأدبة ضخمة في عيد الميلاد يعدّ فيها 28 ثورًا و300 خاروفًا؛ وكانت الأسماك الوجبة الرئيسية لعيد الميلاد في بريطانيا خلال القرون الوسطى، كما برزت الترانيم والأغاني الخاصة بعيد الميلاد خلال تلك المرحلة، كما تألفت جوقات موسيقية خاصة بالعيد، إلى جانب ترسيخ عادة تبادل الهدايا كجزء أساسي من الاحتفال. في القرن السابع عشر وخلال عصر الإصلاح وبعيد عصر النهضة، كانت المواكب الاحتفالية والمسرحيات والحفلات الغنائيّة وحفلات العشاء الفاخر تصاحب العيد.

#### القرون الحديثة

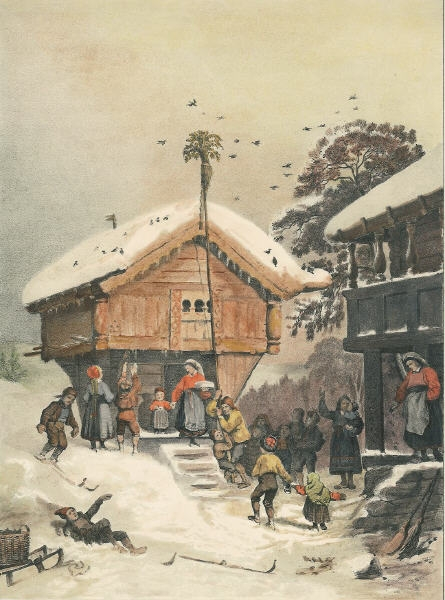
عائلة نرويجية تحتفل بالميلاد في القرن التاسع عشر.

خلال القرن التاسع عشر ظهرت دعوات بروتستانتية عدة لإلغاء الاحتفال بعيد الميلاد معتبرة إياه «اختراع كاثوليكي» و«زخارف بابوية»؛ الكنيسة الكاثوليكية ردت على مثل هذه الطروحات عن طريق تشجيع إضفاء طابع أكثر ديني على الاحتفالات. بعد الحرب الأهلية الإنكليزية حظر الحكام الجدد الاحتفال بعيد الميلاد عام 1647، غير أنه وتزامنًا مع العيد وقعت أعمال شغب عديدة في مناطق مختلفة من انكلترا وصدرت عدة كتب دفاعًا عن العيد إلى أن ألغي الحظر عام 1660؛ أيضًا ففي اسكتلندا ألغي الاحتفال بعيد الميلاد عام 1640 ورغم عودة الاحتفالات تدريجيًا فلم تعد المناسبة عطلة رسمية في اسكتلندا حتى 1958. أما في الولايات المتحدة فقد حظرت المستوطنات البروتستانتية الراديكالية الاحتفال بعيد الميلاد بين عامي 1659 و1681 مثل بوسطن قبل أن تعاد الاحتفالات بالعيد عام 1681 من بوسطن نفسها؛ أما عدد من المستوطنات الأخرى مثل فيرجينيا ونيويورك وبنسلفانيا حيث كان هناك الكثير من الألمان لم تتوقف الاحتفالات مطلقًا؛ غير أن الحماس نحو العيد تراجع بعد حرب الاستقلال الأمريكية إذ اعتبر «عادة إنكليزية».
في أوائل القرن التاسع عشر، ساهمت عدد من الروايات في إعادة شعبية عيد الميلاد مثل كتب تشارلز ديكنز وروايته «ترنيمة الميلاد» (بالإنجليزية: Christmas's carol) والتي حققت شهرة واسعة وساعدت في إحياء «الروح» لعيد الميلاد. خلال القرن التاسع عشر، أخذ العيد يأخذ إلى جانب طابعه الديني طابع أنه عيد الأسرة كمؤسسة واحدة متضامنة، وحسن النية والرحمة والكرم سيما مع ترسيخ الظواهر الاجتماعية للعيد، كالاجتماعات العائلية وتناول عشاء الميلاد والرقص وسماع الموسيقى والألعاب وتزيين المنازل والساحات العامة، علمًا أن عادة وضع الشجرة قد اشتهرت خلال هذه الفترة بعد أن قامت الملكة فيكتوريا بنصبها في البلاط الملكي؛ كما أثارت صورة العائلة المالكة مع شجرة عيد الميلاد في قصر وندسور ضجة كبيرة حين نشرت الصورة في الصحف الإنكليزية والعالمية عام 1848.
من المؤلفات حول عيد الميلاد خلال تلك الفترة، مجموعة قصص قصيرة من قبل واشنطن إيرفينع تتحدث عن العيد، وفي عام 1822 كتب كلارك مور قصيدة للقديس نقولا تزامنًا مع العيد، نبه خلالها إلى عدم وجوب الانجراف نحو الإسراف والتبذير خلال الاحتفالات بالميلاد، ويعيد البعض إلى هذه القصيدة بداية الصراع الثقافي بين الطابع الديني والطابع الاجتماعي للعيد، إذ خلال المرحلة نفسها كتبت هاريت بيتشر ستو أنها تشكو من فقدان معنى الميلاد الحقيقي مع فورة التسوق.

## الجدل والانتقادات
على مر التاريخ، كان عيد الميلاد من المواضيع التي تثير العديد من الجدل والنقد من مصادر مختلفة. الجدل المبكر حول العيد، قاده مسيحيون أنفسهم ضد تحديد يوم العيد في ذكرى وثنية، وعاد الاعتراض في أعقاب انشقاق إنكلترا عن الكنيسة الكاثوليكية في القرن السادس عشر، حيث سعى بعض المتشددين لإزالة العناصر ذات الأصول الوثنية في زينة عيد الميلاد، وقام البرلمان الإنكليزية بحظر الاحتفال بعيد الميلاد معتبرًا أنه «مهرجان كاثوليكي دون مبرر من الكتاب المقدس» واعتبره أيضًا «هدر للوقت وإسراف في الأموال وتخلله ممارسات غير أخلاقية»، وكذلك كان الحال في بعض مستعمرات إنكلترا في أمريكا الشمالية، حين حظر الاحتفال عام 1659.
في الوقت الراهن، لم يعد أحد ينتقد العيد من هذا الباب، لكن جدالات جديدة قد انطلقت يطلق عليها البعض اسم «الحرب على عيد الميلاد»، في الولايات المتحدة كان هناك اتجاه لاستبدال تحية عيد الميلاد التقليدية «ميلاد مجيد» (بالإنجليزية: Merry Christmas) بتحية جديدة «أعياد سعيدة» (بالإنجليزية: Happy Holidays)، غير أنها ظلت محدودة الانتشار. بعض المجموعات أمثال الاتحاد الأمريكي للحريات المدينة رفع مجموعة دعاوى قضائية لمنع عرض الصور وغيرها من المواد في الأماكن العامة والساحات والشوارع التي تشير إلى عيد الميلاد بما في ذلك المدارس، مثل هذه الجماعات ترى أن عرض صور عيد الميلاد وزينته والاحتفال بتقاليده تنتهك التعديل الأول لدستور الولايات المتحدة والذي يحظر على الدولة تحديد أو دعم أي دين في البلاد. وفي عام 1984 قضت المحكمة العليا للولايات المتحدة أن عرض فيلم عن عيد الميلاد - يتضمن مشهدًا عن لحظة ميلاد يسوع - تم عرضه في مدينة باوتوكت الواقعة في ولاية رود آيلاند لم ينتهك التعديل الأول، في المقابل وفي نوفمبر 2009 أيدت محكمة الاستئناف الفيدرالية في فيلادلفيا حظر إحدى المدارس غناء أناشيد عيد الميلاد فيها، وفي مجال القطاع الخاص أيضًا، هناك من المجموعات الداعمة لعيد الميلاد ترى أن هناك تعمد في إزالة أي آثار دينية أو معاني مسيحية من العيد، سيّما استبدال «عيد الميلاد» بعبارات أخرى أمثال «عيد الشتاء» أو «موسم العطل»، وردًا على ذلك قامت مجموعات ومؤسسات بمقاطعة المتاجر والشركات المتهمة بهذا الأمر، ومن هذه الجهات رابطة العائلة الإمريكية.
في المملكة المتحدة كان هناك بعض الخلافات البسيطة، مثلاً تفوّه أحد السياسيين في مجلس برمنغهام عام 1998 بعبارة «احتفال الشتاء» (بالإنجليزية: Winterval) بدل عيد الميلاد، وهو ما أدى إلى حملة معارضة قويّة في المجلس، واتهم بمحاولة «حذف المسيح من عيد ميلاده». وتكرر مثل هذا الحدث في نوفمبر 2009 حين قامت بلدية دندي احتفالاتها لمناسبة «ليلة الشتاء» وليس «ليلة الميلاد» ما أدى إلى احتجاجات ومسيرات مناهضة.
تتبنى حكومة جمهورية الصين الشعبية رسمياً إلحاد الدولة، وأجرت الدولة حملات معادية للأديان لهذا الغرض. في ديسمبر عام 2018، قام المسؤولون بمداهمة الكنائس المسيحية قبيل عيد الميلاد وتم إجبارهم على إغلاق الكنائس؛ كما تمت إزالة أشجار عيد الميلاد وعبارات سانتا كلوز بالقوة. كما تم حظر احتفالات عيد الميلاد من قبل الدول الملحدة مثل الاتحاد السوفيتي، ومؤخراً من قبل دول ذات أغلبيَّة إسلامية مثل الصومال وطاجيكستان وبروناي.

## الاقتصاد

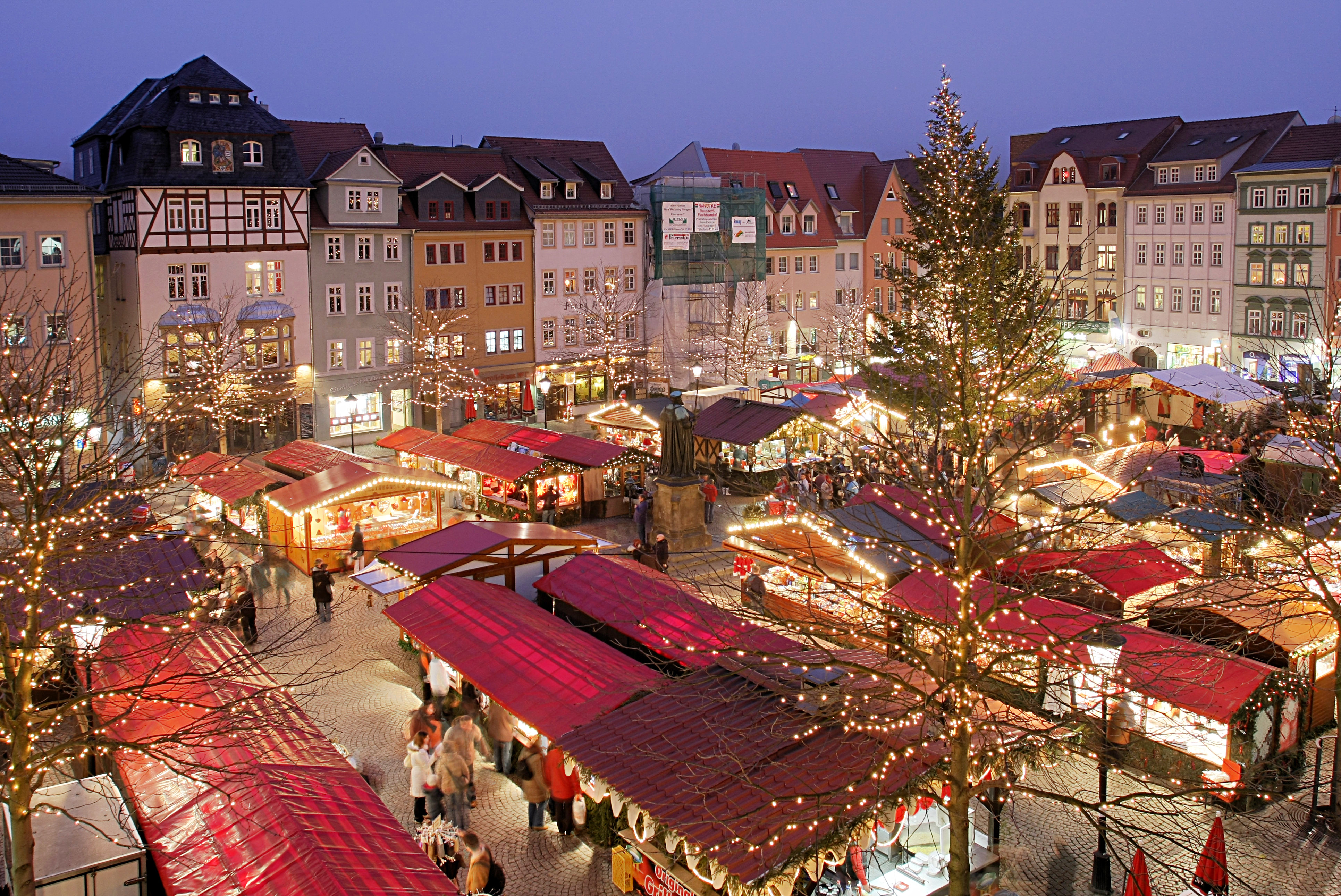
سوق لعيد الميلاد في بلدة جينا، ألمانيا.

يعد عيد الميلاد المناسبة الأولى من حيث إنفاق الأموال في العالم، وتترافق مع توزيع حوافز على العاملين في أغلب دول العالم. تشهد فترة التحضير للميلاد زيادة في المبيعات في جميع المجالات تقريبًا، وتقوم المتاجر بطرح منتجات جديدة لتكون هدايا العيد والزينة وغيرها من اللوازم. في الولايات المتحدة يبدأ «موسم التسوّق لعيد الميلاد» من أكتوبر، وفي كندا تبدأ الدعاية قبل عيد الهالوين، وينشط في أعقاب 11 نوفمبر وهو يوم الذكرى في البلاد. أما في المملكة المتحدة وإيرلندا يبدأ التحضير للعيد من منتصف شهر نوفمبر، وهو الوقت الذي يتم به تزيين الشوارع والساحات بأضواء وأشجار عيد الميلاد. في الولايات المتحدة، هناك إحصائيات تقول أن ربع مجموع الإنفاق الشخصي يتم خلال موسم التسوق لعيد الميلاد وعطلة العيد ورأس السنة، وتشير الأرقام الصادرة عن مكتب الإحصاء الأمريكي أن الإنفاق في المحلات التجارية على صعيد الدولة ارتفع من 20.8 مليار دولار في نوفمبر 2004 إلى 31.9 مليار دولار في ديسمبر 2004، أي نسبة الزيادة في الإنفاق بلغت 54%؛ وفي بعض القطاعات كانت نسبة الزيادات أعلى، فقد زادت نسبة مبيعات المكتبات بنسبة 100% وبنسبة 170% في محلات المجوهرات، أما فرص العمل فقد ارتفعت في العام نفسه في متاجر التجزئة الإمريكية قرابة 160,000 إلى 180,000 وظيفة خلال الشهرين السابقين للميلاد. هناك صناعات وشركات تعتمد اعتمادًا كليًا على العيد مثل طباعة إنتاج بطاقات عيد الميلاد والتي تبلغ عوائدها 1.9 مليار دولار كل عام، وبيع أشجار عيد الميلاد، وقد تم في الولايات المتحدة خلال عام 2002 قطع نحو 20,800,000 شجرة، وفي المملكة المتحدة في عام 2010 بلغت المبيعات عبر الإنترنت وحده ما يصل قيمته إلى 8 مليون جنيه إسترليني.
كل عام ولمناسبة موسم التسوق لعيد الميلاد، تقوم البنوك الإمريكية بزيادة المعروض من النقود في الأسواق؛ في المقابل ففي معظم الدول التي تحتفل بالعيد، يعد يوم عيد الميلاد هو اليوم الأقل نشاطًا في العام لرجال الأعمال والشركات والمحلات التجارية، ويتم تقريبًا إغلاق جميع المصانع والمعامل والشركات الخاصة والعامة، سواءً أكانت القوانين تفرض ذلك أم لا؛ في إنكلترا وويلز هناك تشريع يحظر العمل في عيد الميلاد وذلك منذ العام 2004 أي أنه أرباب العمل يتوجب عليهم منح إجازات مدفوعة الأجر لعمالهم في هذا اليوم. أيضًا فإن السينما تخصص ميزانيات كبيرة للأفلام المعروضة خلال موسم الميلاد ورأس السنة، بما في ذلك الأفلام الخاصة بعيد الميلاد، وأفلام الخيال، وترتفع نسبة مشاهدة الأفلام الدرامية مع القيم الإنسانية للعيد.
بعض التحليلات الاقتصادية ترى، أنه على الرغم من زيادة الإنفاق العام خلال عيد الميلاد، فهو خسارة اقتصادية بحسب نظرية الاقتصاد الجزئي، ويقدر بموجب هذه النظرية أنه في عام 2001 أسفرت هذه «الخسارة الساكنة» عن نحو 4 مليارات دولار في الولايات المتحدة وحدها؛ وقد دفع هذا التحليل لمناقشة العيوب المحتملة في نظرية الاقتصاد الجزئي. الخسائر الأخرى كما يرى البعض، تشمل آثار عيد الميلاد على البيئة، والتعلق بالهدايا المادية، وفرض تكاليف صيانة وتخزين والمساهمة في الفوضى.

## مواقع خارجية
- تأملات في عيد الميلاد.